# Flughafen Berlin-Tempelhof

i7
i11
i13
Der Flughafen Berlin-Tempelhof  war neben den Berliner Flugplätzen Johannisthal und Staaken einer der ersten Verkehrsflughäfen Deutschlands und nahm 1923 den Linienverkehr auf. Er war bis zu seiner Schließung am 30. Oktober 2008 neben Berlin-Tegel und Berlin-Schönefeld einer von drei internationalen Verkehrsflughäfen im Großraum Berlin und trug die Bezeichnung Zentralflughafen. Im Jahr 2007 wurden dort rund 350.000 Fluggäste abgefertigt.
Ab 2010 wurde das ehemalige Flughafengelände vom Land Berlin und seinen Unternehmen mit dem Projektnamen Tempelhofer Freiheit bezeichnet und für die Öffentlichkeit zugänglich gemacht. Am 14. Juni 2014 trat das Gesetz zum Erhalt des Tempelhofer Feldes (ThF-Gesetz) in Kraft und schrieb den Namen Tempelhofer Feld fest.

## Lage und Verkehrsanbindung

Lage der aktiven und ehemaligen Berliner Flughäfen

Das Gelände des ehemaligen Flughafens Tempelhof liegt im Innenstadtbereich Berlins innerhalb des S-Bahn-Ringes, vier Kilometer südlich des Stadtkerns und 51 m ü. NHN. Das Flughafengebäude und der größte Teil des Flugfeldes befinden sich im Ortsteil Tempelhof, das Flugfeld erstreckt sich östlich bis in den Ortsteil Neukölln.
Auf der Straße ist der einstige Flughafen Berlin-Tempelhof über die Anschlussstelle 20 der A 100 (Stadtautobahn) sowie den Abschnitt Tempelhofer Damm der Bundesstraße 96 zu erreichen. Ebenfalls zum Flughafen führen der Mehring- und der Columbiadamm sowie als Zufahrtsstraßen die Manfred-von-Richthofen-Straße und die Dudenstraße. Diese Straßen enden am Platz der Luftbrücke, wo sich der Haupteingang zum Flughafengebäude befindet. An die öffentlichen Verkehrsmittel ist der ehemalige Flughafen durch die Linie U6 der Berliner U-Bahn mit dem U-Bahnhof Platz der Luftbrücke angebunden, durch die u. a. der Regionalbahnhof Friedrichstraße erreicht werden kann; ebenfalls am ehemaligen Flughafengelände bzw. am U-Bahnhof halten die Buslinien M43 und 248.

## Geschichte

### Entstehung

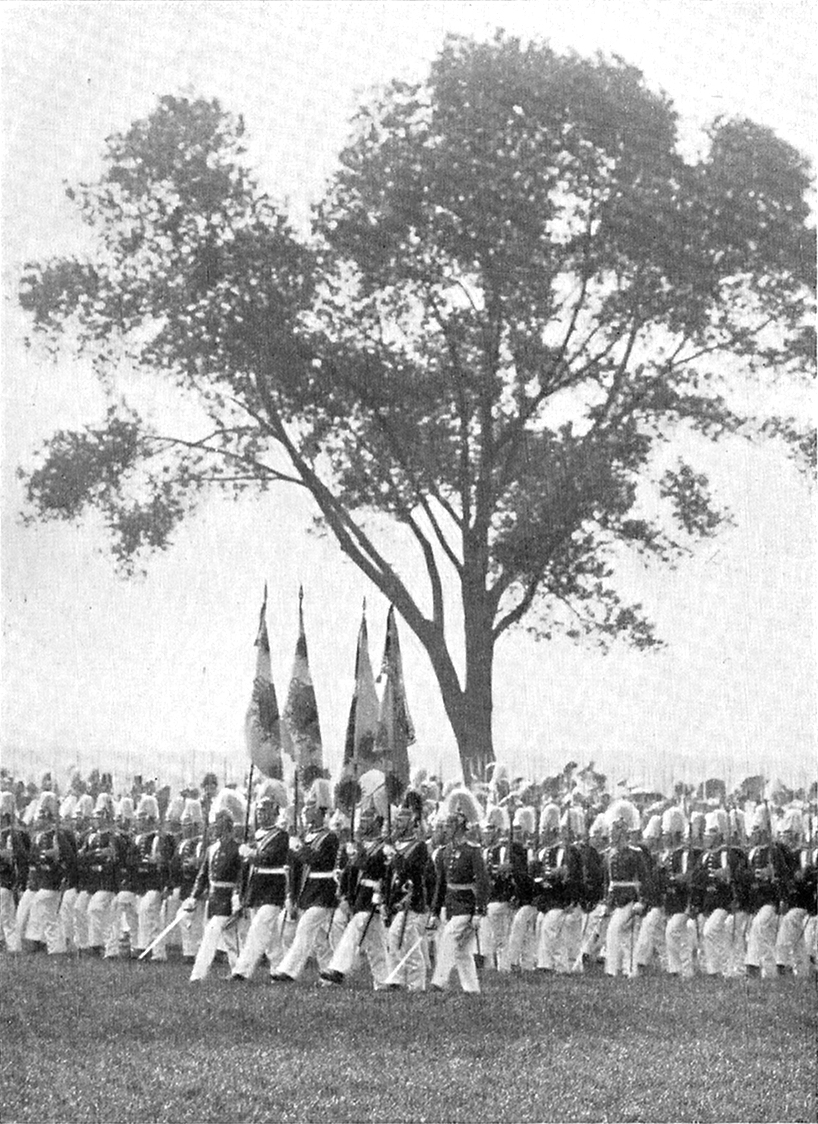
Historische Pappel auf dem Tempelhofer Feld, die aus der Zeit des Soldatenkönigs stammte.
Hier paradiert das 3. Garde-Regiment zu Fuß an ihr vorbei.

Die Fläche, auf der der Flughafen Tempelhof gebaut wurde – das Tempelhofer Feld –, war ehemals ein Exerzierplatz. Der erste Motorflug auf dem Tempelhofer Feld fand bereits 1909 statt. Am 28. Januar begann der Franzose Armand Zipfel (1883–1954) hier mit seinen öffentlichen Vorführungen. Er flog auf Einladung des Berliner Lokal-Anzeigers unter großem öffentlichen Interesse bis Mitte Februar 1909 mit seinem Voisin-Doppeldecker. Vom 4. bis 20. September 1909 führte auch Orville Wright auf dem Feld Demonstrationsflüge durch, bei denen er unter anderem einen Höhenweltrekord von 172 m aufstellte und erstmals einen Passagierflug von 1:35 Stunden Dauer absolvierte. Im Oktober führte Hubert Latham (1883–1912) den ersten Überlandflug über einer Stadt vom Tempelhofer Feld über Rixdorf und Britz zum Flugplatz Johannisthal durch.
Nach dem Ersten Weltkrieg stimmten im Jahr 1919 die Gemeindevertretungen Neuköllns und Tempelhofs, auf deren Gebiet sich das Tempelhofer Feld befand, gegen eine Bebauung des Feldes. Erst nach einer Initiative des Reichsverkehrsministeriums im Dezember 1921 vollzog sich im Laufe des Jahres 1922 ein Schwenk in den betroffenen Gemeinden und Berlins hin zum Bau eines Flughafens, allerdings verbunden mit dem Willen zur gleichzeitigen Schaffung eines Volksparks am Nordrand des Tempelhofer Feldes und eines Sportparks auf seiner östlichen Seite. Den Beschluss zum Flughafenbau fasste der Magistrat von Groß-Berlin nach einer Vorlage des Berliner Verkehrsstadtrates Leonhard Adler am 21. Februar 1923. Anfang März 1923 demonstrierte die Junkers Luftverkehrsgesellschaft die Tauglichkeit des Tempelhofer Feldes mit Sonderflügen von fünf Junkers F 13 zum Flughafen Leipzig-Mockau. Unter den Passagieren befanden sich Reichspräsident Friedrich Ebert und der Direktor des Reichsluftamtes, Traugott Bredow. Im April 1923 wurden für Berliner Persönlichkeiten aus Politik und Wirtschaft auch einige Rundflüge vom Tempelhofer Feld aus veranstaltet. Dabei kam es zu einem Flugzeugabsturz über der Hasenheide, bei dem auch ein Berliner Stadtverordneter starb. Ungeachtet dieses Unglücks stimmten am 3. Mai 1923 die Berliner Stadtverordneten für den Bau des Flughafens.

#### Provisorium
Auf Kosten der Junkers Luftverkehr AG und der Deutschen Aero Lloyd wurde ab Juni 1923 am Nordrand des Tempelhofer Feldes ein Stück Land planiert und zwei hölzerne Flugzeughallen mit je 1000 m² Grundfläche und ein Stationsgebäude errichtet. Die Anlage sollte später in den Besitz der Stadt Berlin übergehen. Der Flugbetrieb begann am 8. Oktober 1923 mit einer vorläufigen Konzession des Reichsverkehrsministeriums. Mehrere Hundert Zuschauer verfolgten an diesem Tag die Starts der ersten zwei planmäßigen Flüge, einer führte nach München mit Anschluss in die Schweiz bzw. nach Österreich und weiter auf den Balkan, der andere nach Danzig und Königsberg mit Anschluss nach Moskau. Von der Eröffnung am 8. Oktober 1923 bis zum Jahresende wurden insgesamt 100 Starts und Landungen mit 150 Passagieren und 1300 kg Fracht durchgeführt.
Die noch heute bestehende Berliner Flughafen-Gesellschaft mbH (BFG) wurde am 19. Mai 1924 gegründet, ihr erster Aufsichtsratsvorsitzender war Leonhard Adler. Aufgabe der Gesellschaft war der „Ausbau und Betrieb des Flughafens auf dem Tempelhofer Feld und anderer Luftverkehrseinrichtungen in Berlin“. Gesellschafter waren zunächst der Berliner Magistrat und ab 27. September 1924 das Deutsche Reich. 1925 beteiligte sich auch der Freistaat Preußen an der Gesellschaft. Planungen, auf einem Teilstück des Tempelhofer Feldes auch einen Standort für Messeanlagen zu schaffen, wurden im Verlauf des Jahres 1924 zugunsten des Charlottenburger Messegeländes aufgegeben.

#### Erster Bauabschnitt

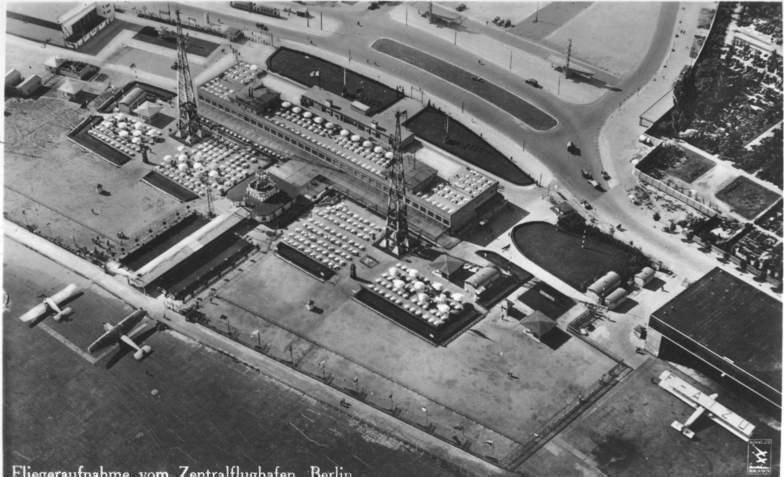
Erstes Abfertigungsgebäude an der Einmündung der Lilienthalstraße (von rechts oben) in die Flughafenstraße, 1928

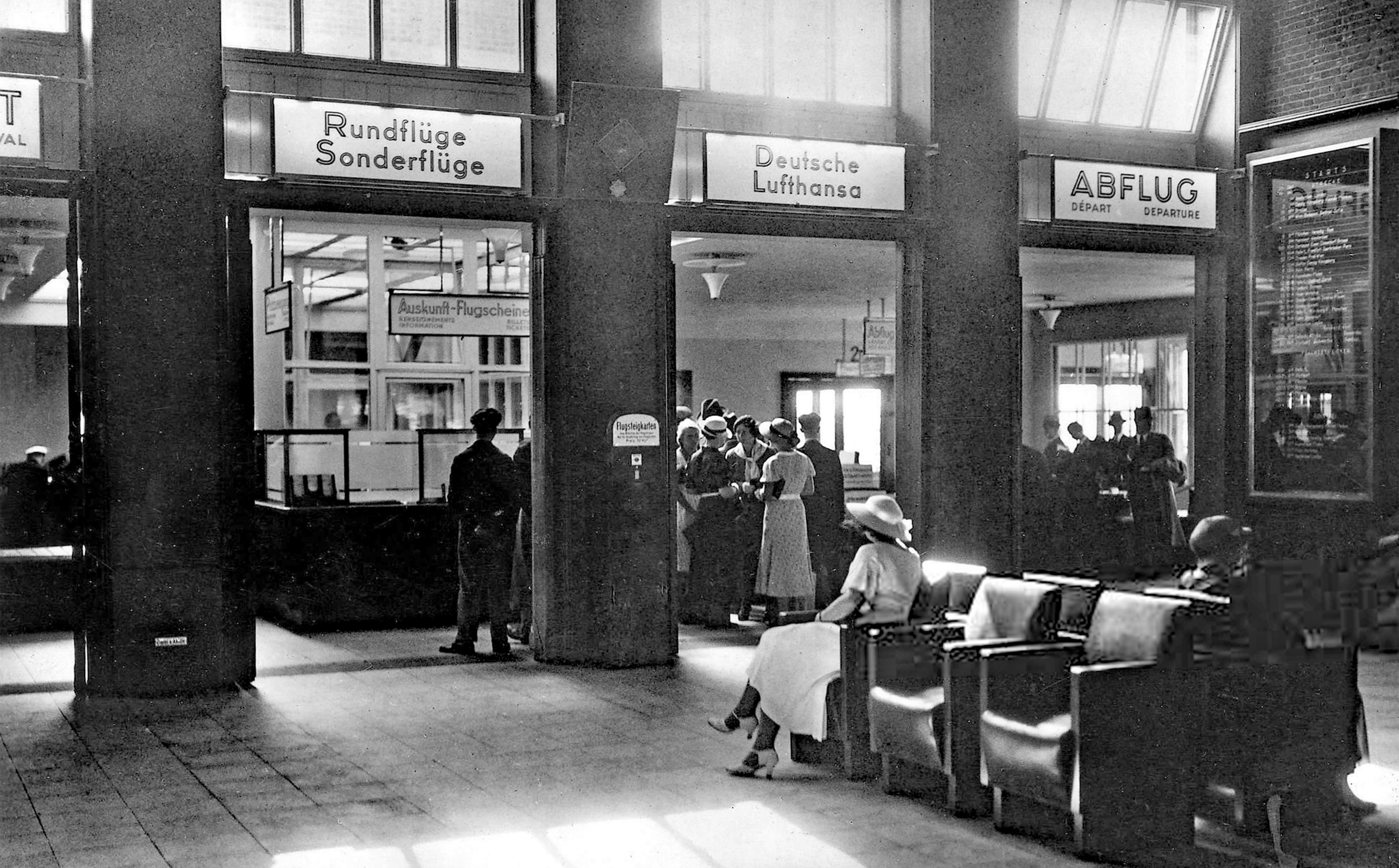
Warte- und Abfertigungshalle im ersten Abfertigungsgebäude, 1928

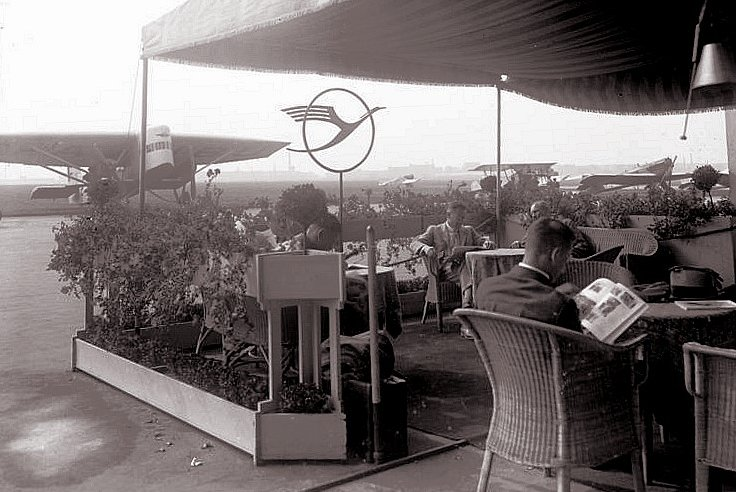
Wartebereich der Deutschen Luft Hansa AG, im Hintergrund einige Verkehrsmaschinen, April 1930

Mit dem nun zur Verfügung stehenden Kapital konnte der Ausbau des Flughafens beginnen. Es wurde ein rund 1,5 Millionen m² großes Areal im Zentrum des Tempelhofer Feldes planiert: Erhöhungen von bis zu vier Metern und Vertiefungen von bis zu fünf Metern sowie der leichte Abfall des Areals nach Süden hin mussten ausgeglichen werden. Hierfür wurden 140.000 m³ des Aushubs der gerade in Bau befindlichen Verlängerung der Nord-Süd-U-Bahn (heutige Linie U6) verwendet, was knapp der Hälfte des benötigten Füllbodens entsprach. Zudem wurde für längere Zeit der Berliner Müll auf das Flughafengelände gebracht: 18.000 Fuhren Müll bildeten die Füllmasse für den Untergrund des Geländes.
Ende 1924 wurde mit dem Bau der großen Flugzeughallen begonnen. Es entstanden die drei westlichen Hallen mit einer Grundfläche von 64 m × 25 m und einer Höhe von 6 m. Diese Dimensionen erwiesen sich aber schnell als zu klein, weshalb die drei östlichen Hallen mit einer Grundfläche von 80 m × 30 m und einer Höhe von 8 m gebaut wurden. Neben den Hallen entstanden ein Scheinwerferturm sowie eine Funkstation und das erste Abfertigungsgebäude. Die Gebäude lagen nördlich des Flugfelds an der Flughafenstraße, die als Verlängerung der Paradestraße in West-Ost-Richtung verlief, an deren Einmündung der Lilienthalstraße.
Der erste Bauabschnitt war im Jahr 1927 fertig und konnte über den damals ebenfalls neueröffneten U-Bahnhof Flughafen (heute: U-Bahnhof Paradestraße) erreicht werden. Eine Flughafenanbindung durch eine U-Bahn war seinerzeit weltweit einzigartig.
Die am 6. Januar 1926 aus der Vereinigung der Junkers Luftverkehr AG und Deutscher Aero Lloyd entstandene Deutsche Luft Hansa AG machte Tempelhof zu ihrem Heimatflughafen. Von dort aus erfolgte am Tag der Betriebsaufnahme, dem 6. April 1926 – im Winter hatte der Flugverkehr noch geruht – auch der erste planmäßige Flug nach Dübendorf (Zürich).

#### Zweiter Bauabschnitt
In einem zweiten Bauabschnitt wurde das Abfertigungsgebäude verlängert und aufgestockt, das nun ein großer, mit Klinkern verkleideter Bau wurde. Darin gab es ein von der MITROPA betriebenes Flughafenrestaurant, das nun zwei weitere Gasträume belegen konnte, eine Besucherterrasse und ein Flughafenhotel. Doch schon lange vor der Eröffnung dieses Abschnittes im Frühjahr 1929 forderte die BFG, das Flugfeld nach Süden, wo sich Kleingartenkolonien befanden, zu erweitern. Sie begründete ihre Forderung mit dem starken Anstieg des Luftverkehrs in Tempelhof und der Verringerung der Rollfläche durch eine zunehmende Betonierung der Abstellbereiche für die Flugzeuge. Nach dem Protest der betroffenen Kleingärtner und den Auswirkungen der Weltwirtschaftskrise ab 1930 wurde dieses Vorhaben vorerst nicht weiter verfolgt.

### Neubau
In den 1930er Jahren stand der alte Flughafen Tempelhof mit seinem Verkehrsaufkommen noch vor Paris, Amsterdam und London an der Spitze des europäischen Flugverkehrs. Die Grenzen der technischen Möglichkeiten waren bald erreicht, und im Januar 1934 begannen – noch unter dem BFG-Hausarchitekten Heinrich Kosina – die ersten Planungsarbeiten für einen Neubau zu einem Großflughafen auf dem Tempelhofer Feld. Im Juli 1935 erhielt der Architekt Ernst Sagebiel vom Reichsluftfahrtministerium den Planungsauftrag für den Neubau, der sowohl den neuen städtebaulichen Vorstellungen und der monumentalen Architektur im Nationalsozialismus entsprach als auch die Entwicklung der Luftfahrt für einen längeren Zeitraum vorwegnehmen musste. Der Flughafen war für bis zu sechs Millionen Passagiere pro Jahr geplant. Die Anlage sollte aber nicht allein dem Luftverkehr dienen, sondern auch für Veranstaltungen wie den Reichsflugtag genutzt werden und möglichst vielen luftfahrtbezogenen Dienststellen und Institutionen einen Sitz bieten. Dieser Neubau erfüllte auch alle Voraussetzungen eines Militärflugplatzes der damaligen Zeit.

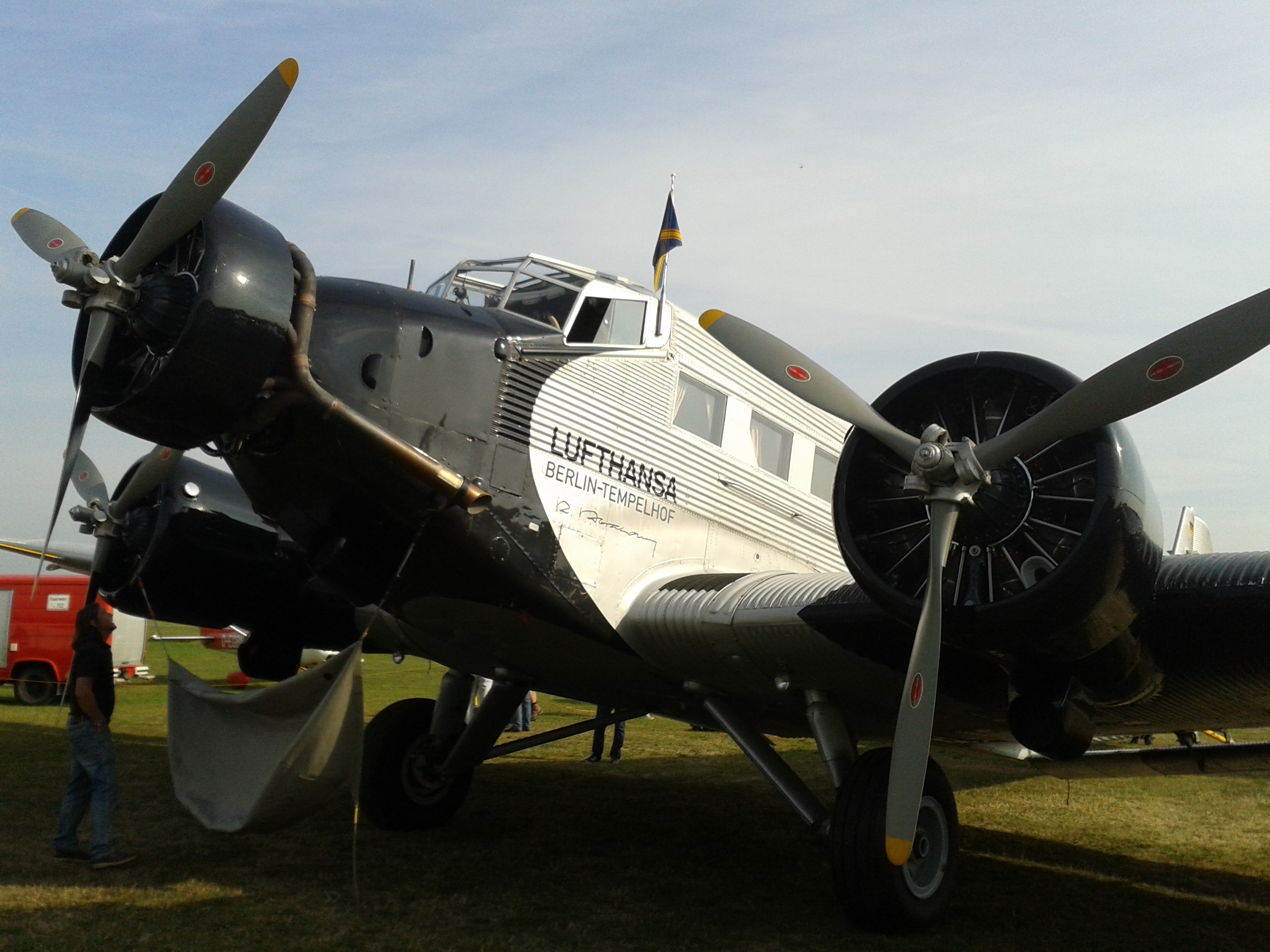
Lufthansa-Junkers Ju 52 „Berlin-Tempelhof“

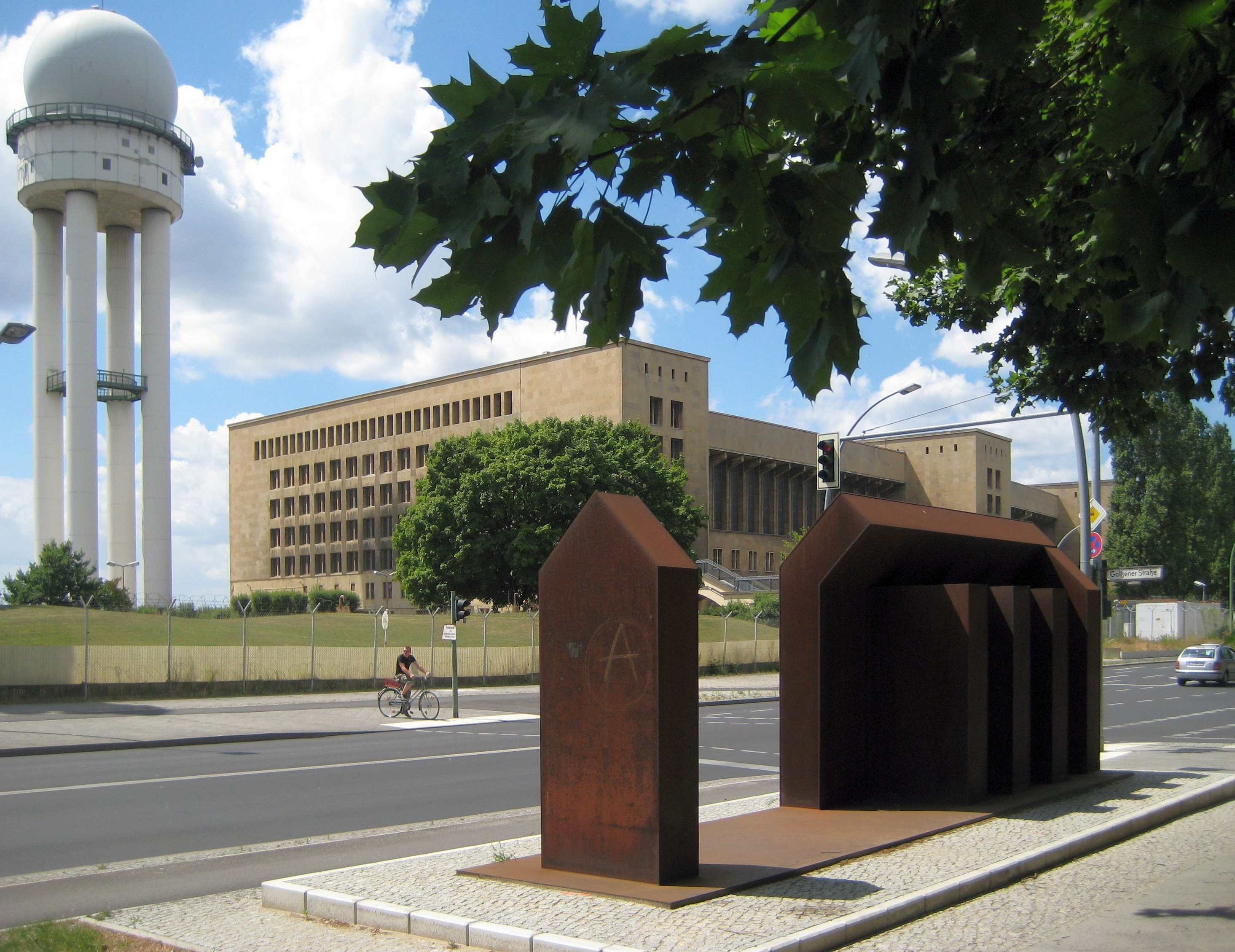
Mahnmal KZ Columbia am Columbiadamm, nahe dem ehemaligen Flughafen Tempelhof

Das Flughafengebäude wurde von 1936 bis 1941 gebaut und war mit der Bruttogeschossfläche von 307.000 m² zwei Jahre lang das flächengrößte Gebäude der Welt, ehe es vom Pentagon in Arlington abgelöst wurde. Die Gesamtlänge des bogenförmigen Teils des Gebäudes (siehe auch Architektur weiter unten) beträgt etwa 1,2 km – es ist damit eines der längsten Gebäude Europas. Das Flugfeld wurde als ovaler Rasenplatz mit annähernd zwei Kilometer Durchmesser angelegt, sodass die zu diesem Zeitpunkt noch relativ leichten Flugzeuge, unter anderem die Ju 52, jeweils exakt gegen den Wind starten und landen konnten. Durch Einbeziehung des Volksparks, der um den alten Flughafen liegenden Sportplätze, darunter ein großes Fußballstadion, und Kleingartenflächen sowie durch Hinzunahme eines Teils des Garnisonsfriedhofs konnte das Flughafengelände auf über 4,5 Millionen m² erweitert werden. Auf diesem Gelände wurde die neue Flughafenanlage konstruiert – um den alten Flughafen herum – ohne dass es während der Bauarbeiten zu einer Beeinträchtigung des Flugbetriebes kam. Die Reste des alten Flughafens wurden erst in den 1950er Jahren von Notstandsarbeitern entfernt. Der U-Bahn-Zugang verschob sich mit dem neuen Gebäude zum Bahnhof Kreuzberg, der daraufhin in Flughafen (heute: Platz der Luftbrücke) umbenannt wurde.
Anfang Oktober 1939 bis Anfang März 1940 diente der Flugplatz Rangsdorf als Ersatz für den zivilen Luftverkehr in Tempelhof, weil das NS-Regime alliierte Luftangriffe auf den innerstädtischen Flugplatz fürchtete. Busse transportierten die Passagiere zwischen dem Berliner Zentrum und Rangsdorf.

### Auflösung des KZ Columbia
Das direkt am Neubau gelegene, am 27. Dezember 1934 eröffnete frühe  nationalsozialistische Konzentrationslager Columbia wurde aufgrund des Neubaus geschlossen. Es war bis zum 5. November 1936 in Betrieb und wurde 1938 abgerissen. An die Existenz des KZ Columbia erinnern seit 1994 ein von Georg Seibert entworfenes Mahnmal sowie der Förderverein für ein Gedenken an die Nazi-Verbrechen auf dem und um das Tempelhofer Flugfeld e. V. mit Veranstaltungen, Führungen und Ausstellungen.

### Nutzung als Flugzeugwerk und Zwangsarbeit
Im Dezember 1939 verfügte Hermann Göring, Teile der Produktion des Weserflug-Werkes Lemwerder nach Tempelhof zu verlagern. Aus der Baustelle Neuer Flughafen wurde eines der größten Endmontagewerke für Bomber weltweit. Dort stellte „Weserflug“ nahezu 2000 Ju 87 (in Lizenz) und rund 170 Fw 190 her. Produziert wurde im Wesentlichen in den Hangars 3 bis 7, der Flugsteighalle (die deshalb eine hölzerne Außenfassade erhielt), der 5000 m² großen Empfangshalle, der darunter befindlichen Frachthalle und mit dem Beginn der Fw 190-Herstellung seit 1943 auch im Eisenbahntunnel. Rund die Hälfte der 4150 Weserflug-Beschäftigten in Tempelhof (1944) waren Zwangsarbeiter.
Die Lufthansa nutzte ab 1940 ebenfalls den Flughafen-Neubau zu Produktionszwecken. In Hangar 2 reparierte ihre Dural-Werkstatt Beschussschäden an Flugzeugen der Luftwaffe, und im Hangar 1 wurden die von Telefunken entwickelten „Würzburg“-Radargeräte montiert. In Tempelhof und später auch an anderen Standorten hat die Lufthansa bis Kriegsende eine geschätzte Zahl von 4000 dieser Geräte, die in der Luftverteidigung zum Einsatz kamen, hergestellt. Die Lufthansa beschäftigte während dieser Zeit auch Zwangsarbeiter, die in Baracken auf dem Flugfeld untergebracht waren.
Nach der Annexion Tschechiens im März 1939 wurden tschechische Frauen und Männer aus dem „Protektorat Böhmen und Mähren“ zur Arbeit ins Reich verpflichtet und im Weserflug-Werk Tempelhof eingesetzt. Im Verlauf des Zweiten Weltkriegs kamen zusätzlich Menschen aus nahezu allen anderen besetzten Ländern Europas dazu.
Ab 1941 wurden sämtliche Männer zur Wehrmacht einberufen. Sie wurden durch „Ostarbeiter“ ersetzt – verschleppte Familien aus Osteuropa, vor allem der Sowjetunion. Die ersten Lager hatte das Reichsluftfahrtministerium (als Bauherr des Flughafens) für reichsdeutsche Arbeiter errichten lassen. Diese Baracken wurden als Unterkünfte für Zwangsarbeiter und (französische) Kriegsgefangene mitgenutzt. Weser-Flugzeugbau und die Lufthansa ließen weitere Lager errichten. Die Lager und Unterkünfte waren auf dem Flugfeld in der Nähe des Columbiadamms, des Tempelhofer Damms sowie beim alten Flughafengebäude. Am Columbiadamm befand sich auch ein noch nicht weiter erforschtes „Russenlager“, das dreifach umzäunt und schwer bewacht war. Die Bauarbeiten liefen auch nach Kriegsbeginn weiter; bei Kriegsende 1945 war der neue Flughafen noch nicht vollständig fertiggestellt. Der Flugverkehr wurde weiterhin über die alte Flughafenanlage abgewickelt, die aber während des Krieges durch die Luftangriffe der Alliierten mehr und mehr beschädigt wurde. Der restliche zivile Flugverkehr wurde kurz vor Kriegsende – auch aus Mangel an Treibstoff – ganz eingestellt. Der alte Flughafen wurde 1939 in den Status eines Fliegerhorstes der Luftwaffe erhoben und diente zur Erprobung und Auslieferung der bei Weserflug gebauten Maschinen. Am 22. April 1945 verließ die letzte Maschine der Lufthansa Tempelhof in Richtung Warnemünde.
Im Zuge der Schlacht um Berlin eroberte die Rote Armee den Flughafen Tempelhof und befreite auch die verbliebenen Zwangsarbeiter, die hier buchstäblich bis zur letzten Minute arbeiten mussten.

### Nutzung als Fliegerhorst
Ab 1935 wurde für den militärischen Flugbetrieb eine Fliegerhorstkommandantur der Luftwaffe aufgestellt. Von 1933 bis zum März 1944 lag mit der Fliegerstaffel des Führers (F.d.F) die Flugbereitschaft der damaligen Reichsregierung hier. Im August 1939 wurde im Rahmen der Mobilmachung das Kampfgeschwader z. b. V. 172 als Transportgeschwader mit Transportmaschinen vom Typ Junkers Ju 52/3m hier aufgestellt. In dem Geschwader dienten viele Besatzungen der Lufthansa mit ihren Transportfliegern, die durch die Einstellung des zivilen Flugbetriebes frei geworden waren. Ab August 1939 war die Versuchsstelle für Höhenflüge hier beheimatet, bevor sie im November 1939 zum Flugplatz Oranienburg umzog. Ab 1939 hatte die Schule des Reichswetterdienstes ihr Domizil in den Gebäuden des Flugplatzes.

### Kriegsende
Als sich die Front Ende April 1945 näherte, sollte der Flughafen verteidigt werden. Der damalige Flughafenkommandant Oberst Rudolf Böttger und einige leitende Lufthansa-Angestellte umgingen jedoch diesen Befehl, indem sie die bereitgestellten Waffen beiseiteschaffen ließen und ein Feldlazarett einrichteten. Dadurch kam es nicht zu einer Verteidigung des Flughafens, die möglicherweise zu einer völligen Zerstörung geführt hätte. Böttger entzog sich dem Vernichtungsbefehl Adolf Hitlers, die gesamte Anlage zu sprengen, durch Selbstmord. Nach anderen Quellen wurde er wegen Befehlsverweigerung von einem Offizier der Waffen-SS erschossen. Tatsächlich wurde der Betonboden der Haupthalle gesprengt, sodass dieser auf die darunter liegende Gepäckebene stürzte und die Haupthalle unbenutzbar wurde. Am 28./29. April 1945 besetzten Truppen der Roten Armee den Bezirk Tempelhof und den Flughafen.
Die neuen Gebäude blieben weitgehend von Zerstörungen verschont, jedoch kam es zu mehreren Bränden, die auch die Stahlkonstruktion der Hallenbauten schwer beschädigten. Die Gebäude des alten Flughafens waren restlos zerstört und das Flugfeld von Einschlägen übersät. Auch der unterirdische Bunker mit dem Filmarchiv brannte komplett aus, und alle Filme wurden dabei zerstört.
Bereits kurz nach Ende der Kampfhandlungen richteten ehemalige Lufthansa- und Weserflug-Mitarbeiter die Hansa-Werkstätten, eine Fahrzeugreparaturwerkstatt, im Flughafengebäude ein. Der Betrieb sammelte mit Genehmigung der Tempelhofer Bezirksverwaltung die in den Straßen herumstehenden Autowracks ein und baute aus noch brauchbaren Teilen wieder fahrbereite Autos zusammen.

### Nutzung durch die US-Streitkräfte

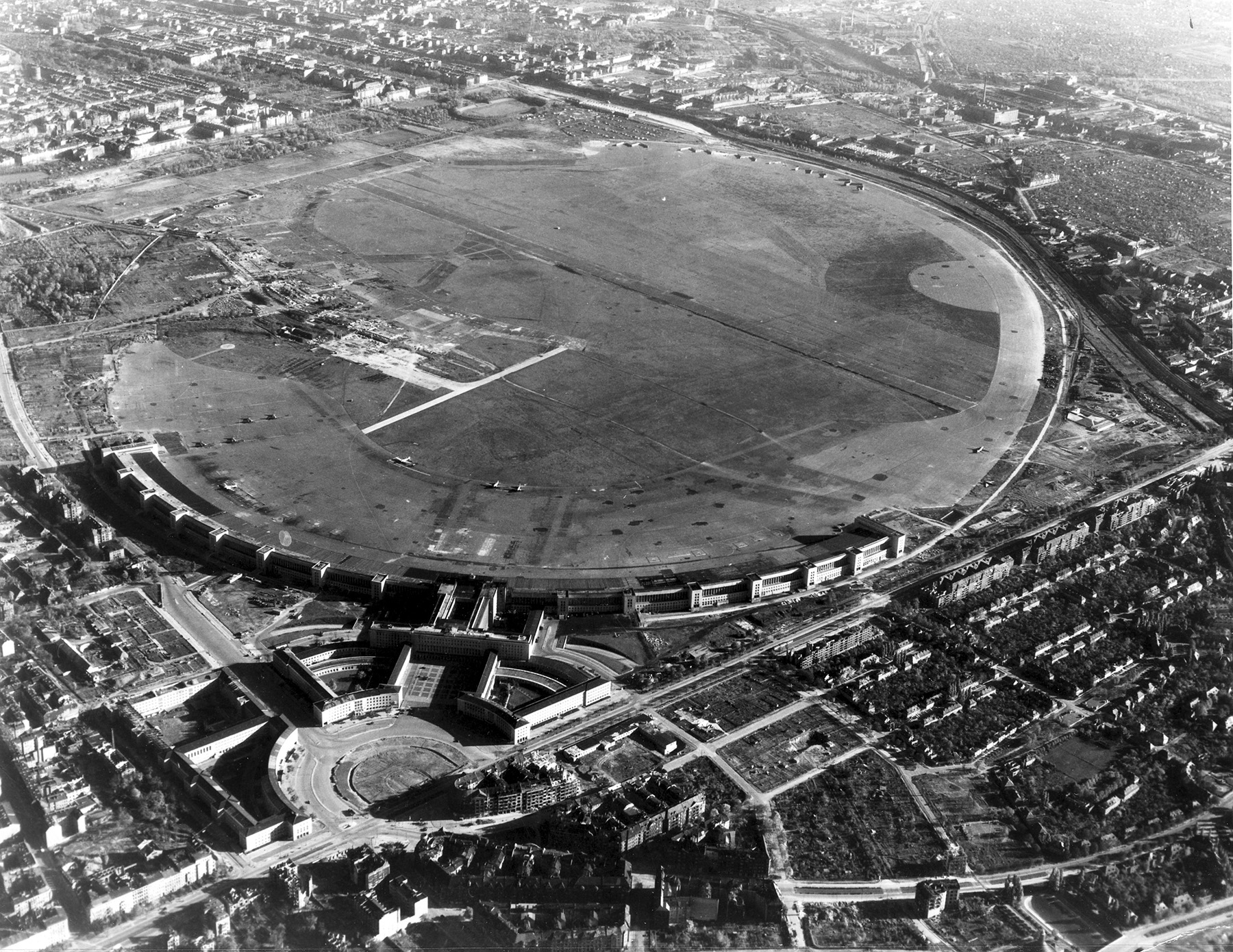
Tempelhof Air Base im Jahr 1948. Im linken Teil des Flugfeldes ist noch gut die Anlage des ersten Tempelhofer Flughafens, der ab 1923 entstand ist, zu erkennen (s. Abschnitt „Geschichte“).

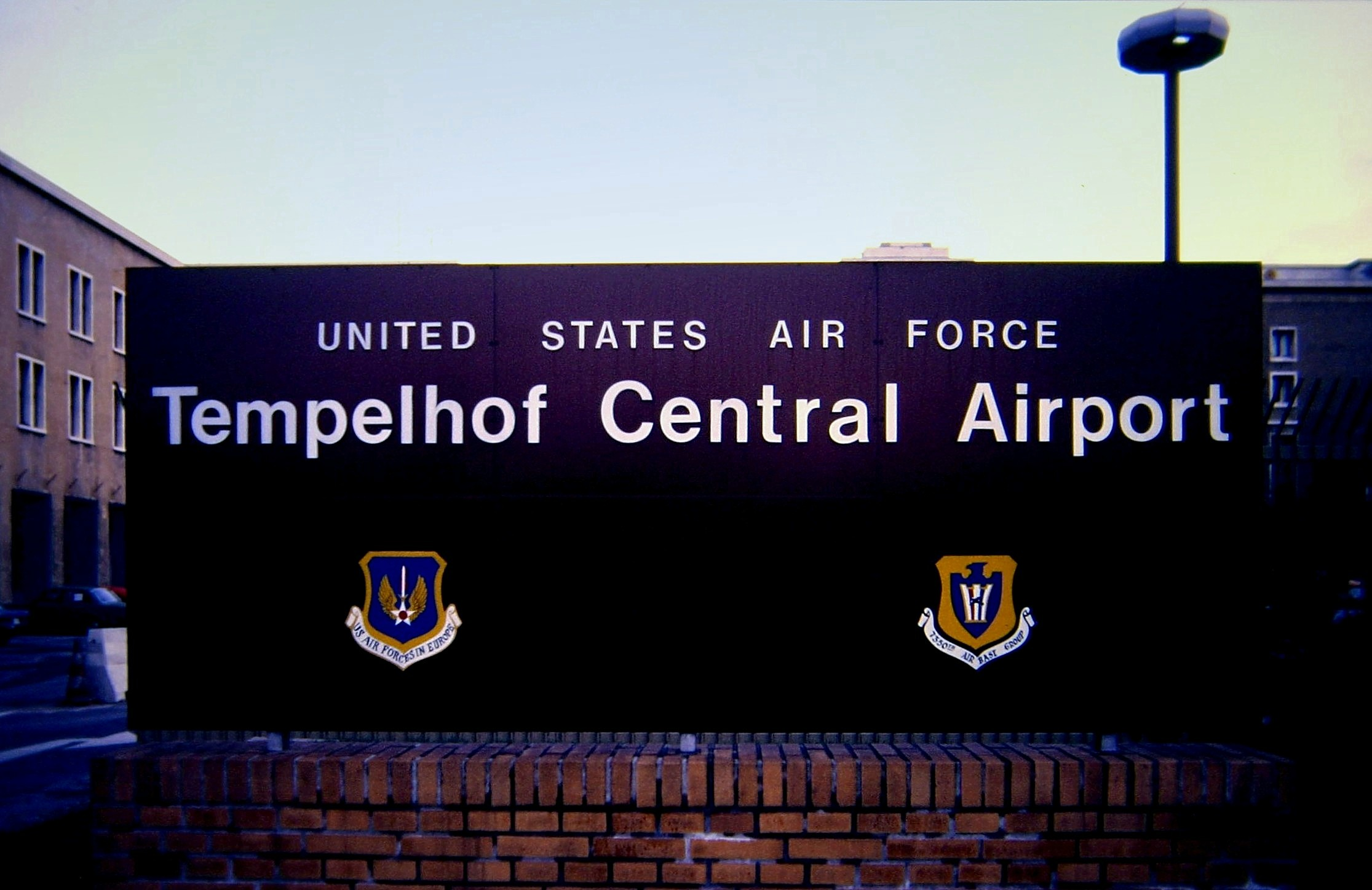
Tempelhof Air Base, 1988

Am 2. Juli 1945 verließ die Rote Armee den Flugplatz, damit dieser von den US-Amerikanern (473rd Air Services Group) noch vor ihrem offiziellen Eintreffen am 4. Juli übernommen werden konnte. Am 2. Juli 1945 wurde Tempelhof Central Airport (TCA) eingerichtet, der die alliierte Bezeichnung Advanced Landing Ground ALG R-95 erhielt, am folgenden Tag begannen die Aufräumarbeiten. Dabei wurden alle vorgefundenen Akten, Personalpapiere und auch fast alle Baupläne des noch unfertigen Baus vernichtet. Der Flugbetrieb wurde im August 1945 aufgenommen, um Passagiere zur Potsdamer Konferenz zu bringen. Die US Army Air Forces (USAAF, ab 1947 US Air Force) stationierten im August 1945 das 301 Troop Carrier Squadron mit Douglas DC-3/C-47 Skytrain, das im Januar 1946 durch das aus München verlegte 306 Troop Carrier Squadron abgelöst wurde.
Im Jahr 1946 wurde der im US-amerikanischen Sektor liegende Flughafen Tempelhof zum Militärstützpunkt, den überwiegend die USAAF nutzte. Er bekam den Namen Tempelhof Air Base. Die erste Aufgabe war die Instandsetzung der Hallen 1 und 2, die dringend für die Wartung und Unterstellung der Flugzeuge gebraucht wurden. Außerdem musste eine befestigte Start- und Landebahn angelegt werden, damit auch schwerere Flugzeuge landen konnten. Dies geschah zuerst mit Hilfe von Lochplatten-Elementen der Pionier-Einheiten. Am 18. Mai 1946 landete auf dieser Bahn auch die erste zivile Maschine, eine Douglas DC-4 der American Overseas Airlines, die einmal wöchentlich die Strecke New York – Frankfurt – Berlin bediente.
Parallel wurde aber bereits der Bau des bis zuletzt genutzten befestigten Rollbahnsystems in der  Hauptwindrichtung Ost-West begonnen. Während der Luftbrücke wurde von der  französischen Militärverwaltung zur dringend benötigten Entlastung von Tempelhof auch die erste Start- und Landebahn in Tegel angelegt, die dadurch den Ursprung des späteren Flughafens Tegel bildete.
Die US Army stationierte ab 1951 in Tempelhof eine Heeresfliegereinheit mit zunächst drei Hubschraubern des Typs Hiller H-23A Raven als Teil des 6. Infantry Regiments. Im Laufe der Jahre wurde sie als das Berlin Brigade BBDE Avn.Det. bekannt. Die Hiller H-23A wurden bald durch Bell OH-13 Sioux ersetzt. Es folgten Sikorsky H-19 Chikasaw (1958–1964), Sikorsky H-34 Choctaw (1962–1964), Bell UH-1B (Mai 1966–März 1971) und schließlich ab März 1971 bis zur Auflösung im August 1994 Bell UH-1H.
Zu den Starrflüglern zählten unter anderem Cessna O-1 Bird Dog (bis 1975), de Havilland Canada U-6 Beaver (bis 1979), Cessna O-2A (1975–1979), Pilatus UV-20A Chiricahua (1979–1991), Beechcraft U-8D Seminole, Beechcraft U-21 (bis 1986 und 1991–1994), sowie Beechcraft C-12C (1986–1991).

### Luftbrücke

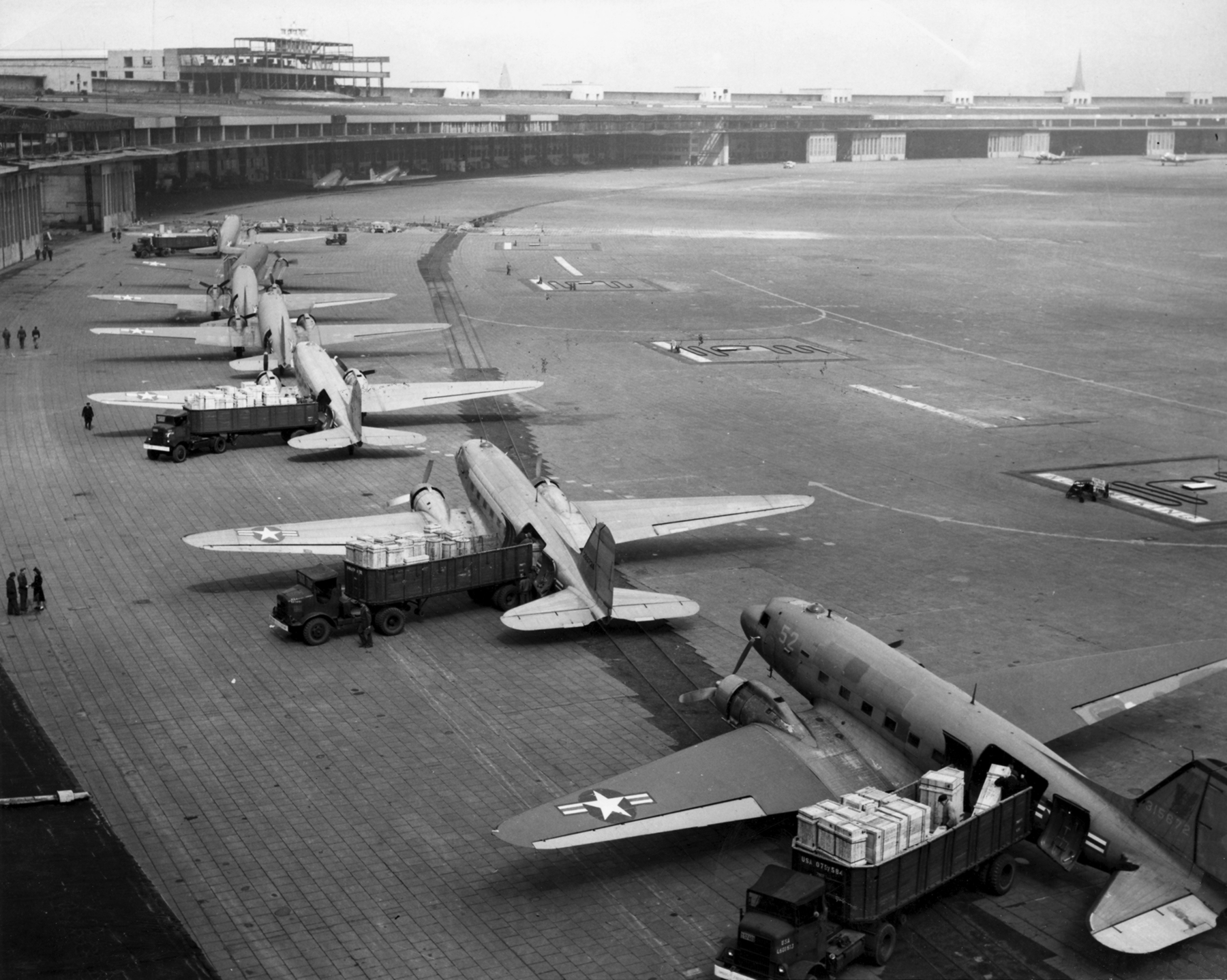
Entladung der Rosinenbomber auf dem Flughafen Tempelhof, 1948

Der zivile Luftverkehr wuchs nun stetig. Die BEA flog bereits seit 1946 den Flughafen Gatow an, und am 5. Januar 1950 nahm die Air France den Berlin-Verkehr nach Tempelhof auf. Der Flughafen bekam 1948 eine neue Bedeutung: Zusammen mit dem Flugfeld Gatow und später auch dem Flughafen Tegel diente er während der Blockade West-Berlins dem Transport von Verpflegung und Gütern für Berlin per Flugzeug. Ein großer Teil der Ladung bestand aus Brennstoffen. Die lebensnotwendige Versorgung durch die Berliner Luftbrücke zwischen verschiedenen westdeutschen Städten und Berlin dauerte vom 26. Juni 1948 bis 12. Mai 1949. In Tempelhof starteten und landeten die Flugzeuge zeitweise im 90-Sekunden-Takt. Der amerikanische Pilot Gail Halvorsen machte das Abwerfen von Süßigkeiten während des Anfluges auf Tempelhof mit Fallschirmen aus Taschentüchern aus den Cockpit-Fenstern populär, was von weiteren Piloten übernommen wurde und den Flugzeugen den legendären Namen Rosinenbomber einbrachte. Für den reibungslosen Betrieb der Luftbrücke wurde die südliche Start- und Landebahn gebaut. Diese unterbricht seitdem die Oderstraße in Neukölln.

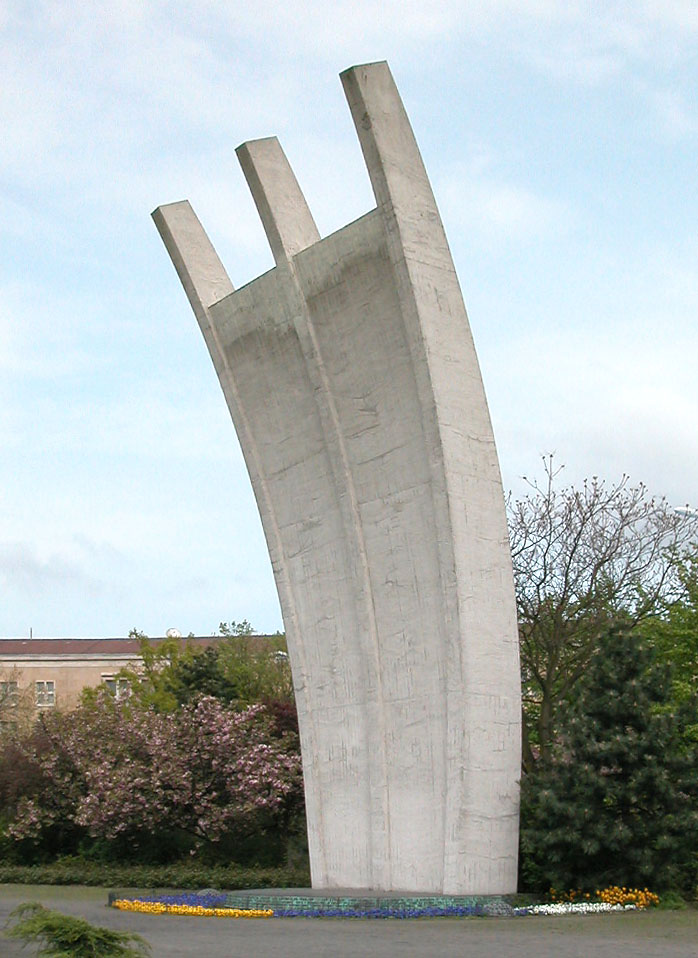
Berliner Luftbrückendenkmal im Mai 2002

Das auf dem Platz vor dem Flughafen gelegene Denkmal erinnert an die historischen Versorgungsflüge und die dabei umgekommenen Menschen. Im Berliner Volksmund wird es aufgrund seines Aussehens als Hungerharke oder Hungerkralle bezeichnet. Weitere Denkmäler baugleicher Art befinden sich beim Flughafen Frankfurt und in etwas kleinerer Ausführung beim Heeresflugplatz Celle. Anlässlich des 50. Jahrestages der Luftbrücke feierte die Bundeswehr am 27. Juni 1998 auf dem Flughafen Tempelhof einen Großen Zapfenstreich.

### Flughafen „West-Berlin“
Nach der Blockade bat der West-Berliner Senat die Amerikaner, einen Teil der Anlagen für die zivile Nutzung freizugeben. Am 1. Juli 1950 übertrug der amerikanische Hohe Kommissar dem Senat das Recht, einen Teil des Flughafens Tempelhof zur zivilen Nutzung zu übernehmen. Daraufhin wurde am südlichen Teil mit Zugang vom Tempelhofer Damm auf kleinstem Raum eine Abfertigungsanlage gebaut, die für eine Kapazität von 20.000 Passagieren monatlich ausgelegt war. Die Haupthalle, die später als Abfertigungsanlage diente, war damals noch im Rohbau und schwer beschädigt. Am 9. Juli 1951 konnte die neue Anlage dem Verkehr übergeben werden. Damit konnte die 1936 begonnene Anlage zum ersten Mal ihre offizielle Funktion übernehmen. Die drei westalliierten Fluggesellschaften Pan Am, British European Airways (BEA) und Air France flogen nun gemeinsam Tempelhof an.
Der Passagier-Luftverkehr entwickelte sich nun rascher als erwartet, war dies doch die einzige Möglichkeit, ohne Kontrollen durch die DDR von West-Berlin nach Westdeutschland zu gelangen. Einen erheblichen Anteil daran hatten auch die Flüchtlinge, die West-Berlin nicht auf dem Landweg verlassen konnten. Bereits Ende 1951 wurden 320.000 Passagiere befördert. 1954 hatte der Flughafen Tempelhof schon mehr als 650.000 Fluggäste, die weitgehend von den westalliierten Fluggesellschaften BEA, später British Airways, Air France (nur bis 1960) und Pan Am befördert wurden.
Von den während der Blockadezeit entstandenen drei Start- und Landebahnen wurde die mittlere in den Jahren 1957/1958 entfernt. Die beiden anderen wurden im Laufe der 1950er Jahre von Grund auf erneuert. Man hatte während der Blockade zunächst Lochbleche verlegt und diese später mit einer Asphaltschicht überzogen, die zunächst entfernt werden musste. 1954 entstand so die nördliche Bahn mit 2093 m Länge und die südliche mit 2116 m Länge.
Zum Ende der 1950er Jahre konnten die zur Verfügung stehenden Anlagen das Passagieraufkommen (1960 waren es bereits 1,5 Millionen) nicht mehr bewältigen. Durch Verhandlungen wurde 1959 erreicht, dass die US Air Force weitere bisher militärisch genutzte Bereiche für die zivile Nutzung freigab. Hierbei handelte es sich um den Vorplatz (auch als Ehrenhof bezeichnet), das Bürogebäude mit der Eingangshalle (auch Ehrenhalle genannt) und das Abfertigungsgebäude mit der großen Haupthalle, die durch die BFG wieder hergerichtet bzw. fertiggestellt wurden. Der südliche Teil am Tempelhofer Damm wurde nun für den zivilen Luftverkehr genutzt, während der nördliche Teil am Columbiadamm weiterhin von den Amerikanern militärisch genutzt wurde. Am 2. Juli 1962 konnten die neuen Abfertigungseinrichtungen, die für 200.000 bis 250.000 Fluggäste pro Monat ausgelegt sind, dem Verkehr übergeben werden.

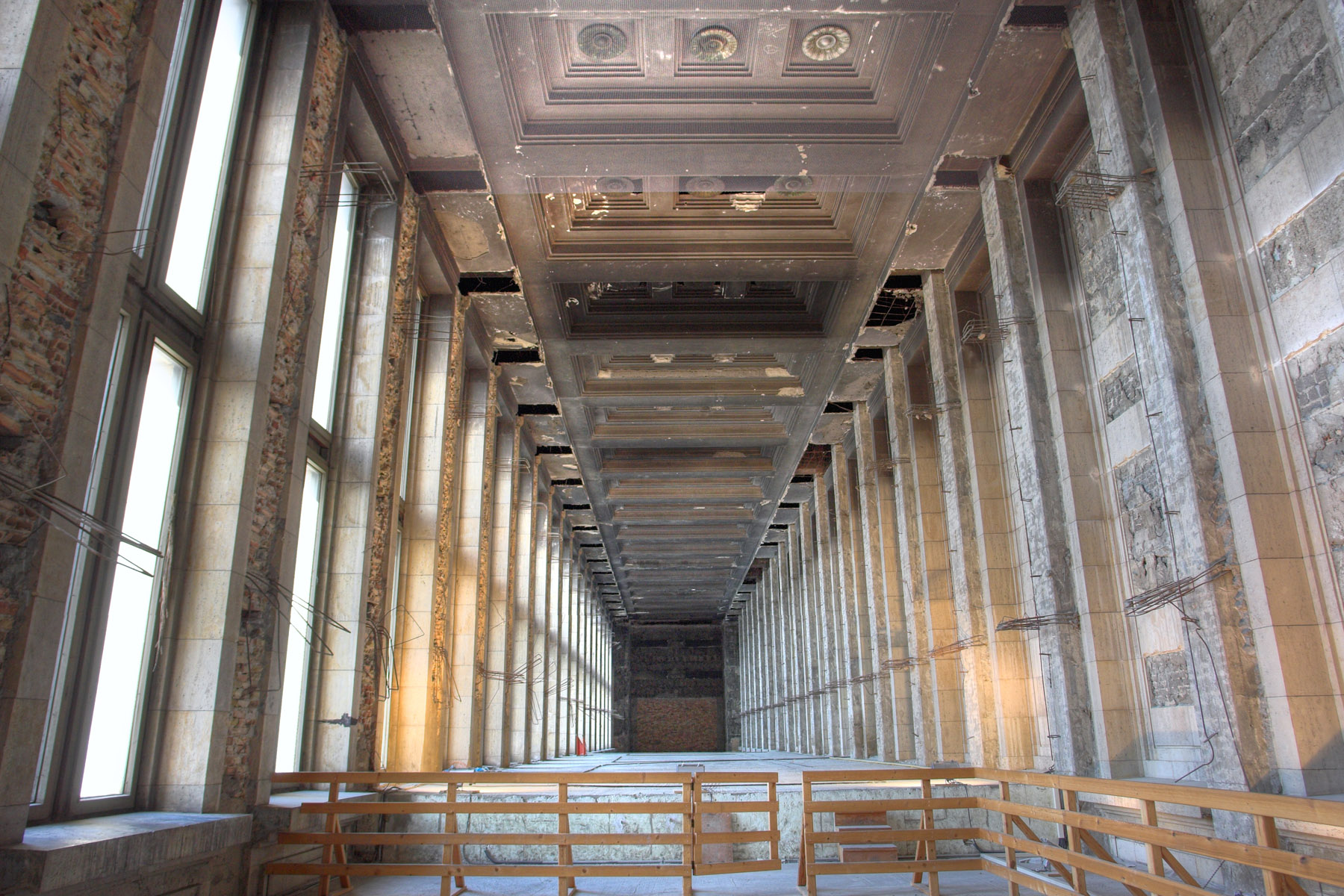
Nicht genutzter oberer Teil der Eingangshalle, 2009

Die Gebäude wurden überwiegend in Stahlbeton- oder Backsteinbauweise ausgeführt und an den Sichtflächen mit Natursteinplatten verkleidet. Die der Haupthalle quer vorgelagerte 90 m breite, 9 m tiefe und 15 m hohe Eingangshalle war bei Kriegsende bereits fertiggestellt. Um Baumaterial für die Sichtflächen der stark beschädigten Haupthalle gewinnen zu können, wurde die Eingangshalle durch den Einbau einer Beton-Zwischendecke knapp unterhalb der 21 großen Hallenfenster geteilt und so in der Raumhöhe deutlich reduziert. Die unterhalb der Zwischendecke entstandene Eingangszone wirkt dadurch relativ unscheinbar. Der oberhalb der Zwischendecke verbliebene, rund zehn Meter hohe Rest der ursprünglichen Eingangshalle wird nicht genutzt – er kann bei Führungen besichtigt werden. In der Haupthalle ist die ursprünglich in 19 m Höhe hängende stark beschädigte Stuckdecke durch eine auf 15 m abgehängte Kassettendecke ersetzt worden. In den elf 5,60 m × 22,50 m großen Kassetten ist die Deckenstrahlungsheizung untergebracht. Diese Decke ist begehbar, um die Heizung und die Beleuchtung warten zu können.
Acht Jahre nach Inbetriebnahme der großen Abfertigungshalle wurde 1970 erneut die Kapazitätsgrenze erreicht, obwohl Air France mit Einführung der Sud Aviation Caravelle bereits 1960 zum Flughafen Tegel umgezogen war. 1968 verlegte man daher zunächst den Charter- und Pauschalreiseverkehr nach Tegel. 1971 konnte die Kapazität durch etliche Umbauten und Verbesserungen noch einmal gesteigert werden, aber man entschloss sich trotzdem, den verbliebenen Linienverkehr in Tempelhof einzustellen und nach Tegel zu verlagern. Von 1970 bis 1974 war der durch die Berliner Luftbrücke bekannt gewordene „Candy-Pilot“ Gail Halvorsen Kommandant des Flughafens Tempelhof.
Im Sommer 1975 wurde Tempelhof für den zivilen Luftverkehr geschlossen und durch den neu errichteten Flughafen Tegel (auf dem Gelände des französischen Militärflugplatzes, nach Plänen der Hamburger Architekten Gerkan, Marg und Partner) ersetzt. Flughafenhalter und -betreiber war nun ausschließlich das US Army Aviation Detachment mit der Einheit 7350th ABG (Air Base Group). Es wurden verschiedene Hubschrauber- und Flugzeugtypen betrieben, zuletzt sechs Hubschrauber Bell UH-1H sowie ein Flugzeug Beechcraft C-12 C und zwei Maschinen des Typs Pilatus UV-20A.
Am 30. August 1978 wurde eine Maschine der LOT bei ihrem Flug von Danzig nach Berlin-Schönefeld entführt und zur Landung in Tempelhof gezwungen. Da das Motiv eine Flucht aus der DDR war, kam es mitten im Kalten Krieg zu diplomatischen Verwerfungen zwischen den beiden Blöcken. Der Berliner Volksmund betitelte daraufhin das Kürzel der polnischen Fluggesellschaft LOT als „Landet ooch Tempelhof“.

### Wiedereröffnung 1981–2008

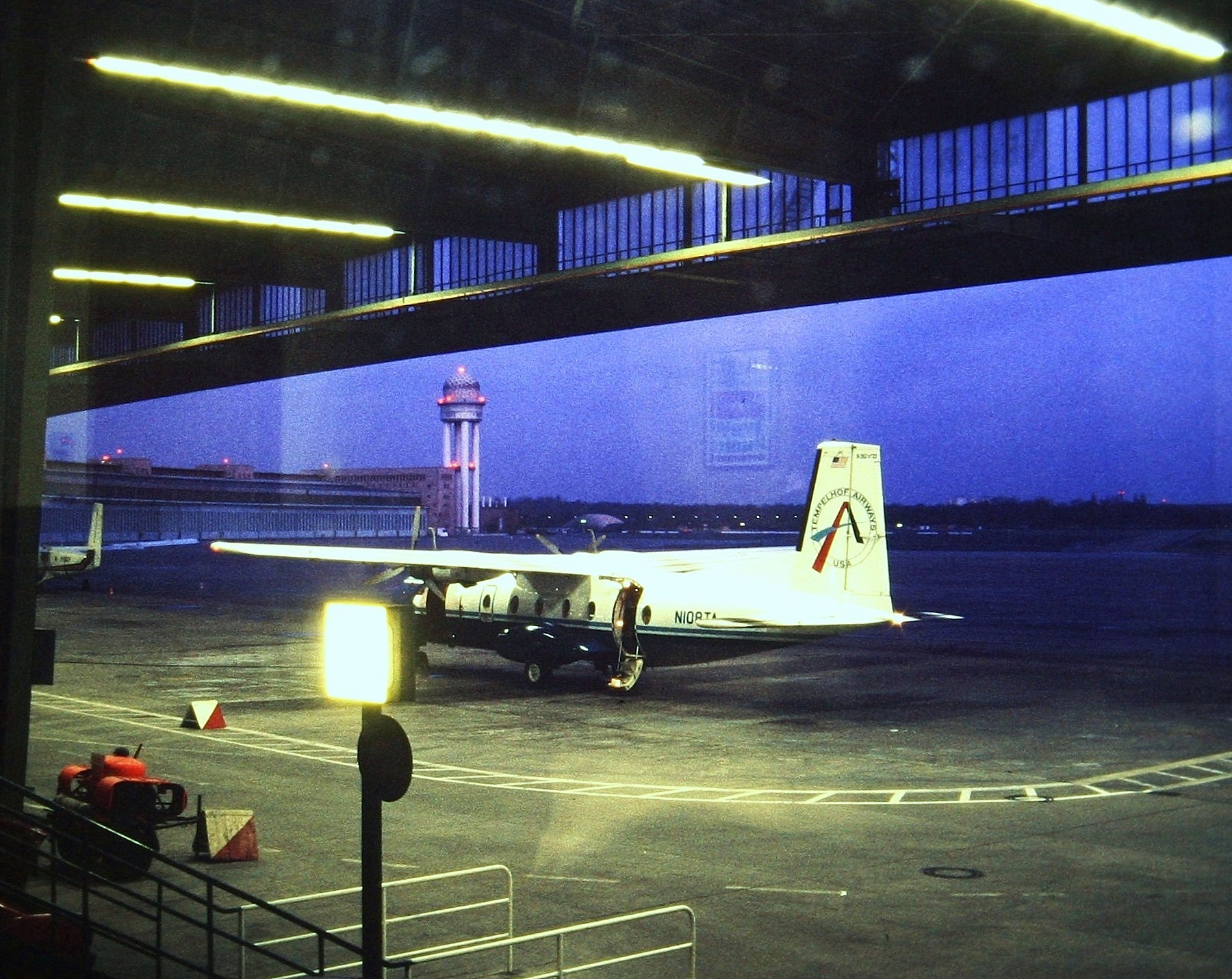
Nord 262 der Tempelhof Airways, Flughafen Tempelhof, 1988

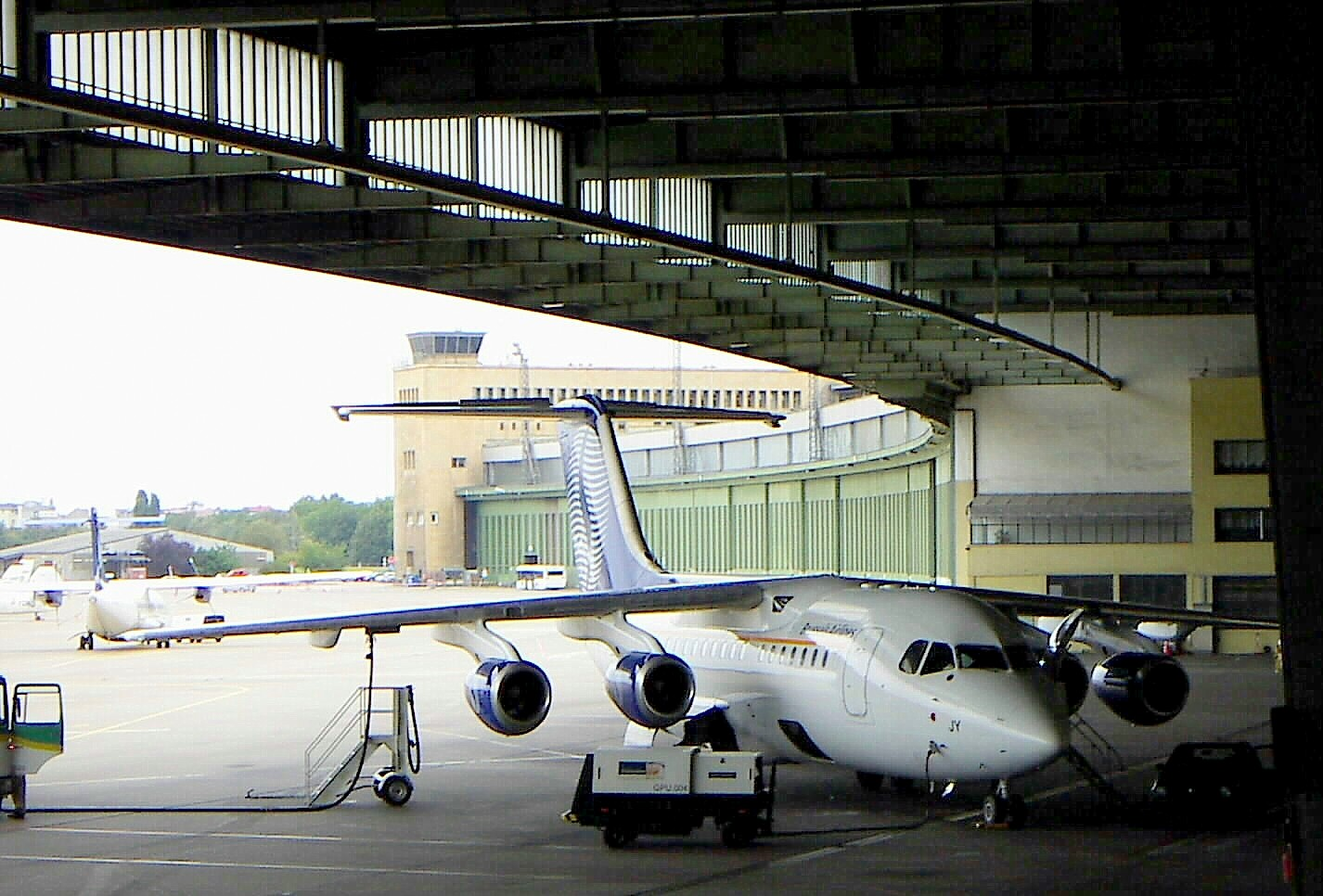
BAe 146 der Brussels Airlines, Flughafen Tempelhof, 2004

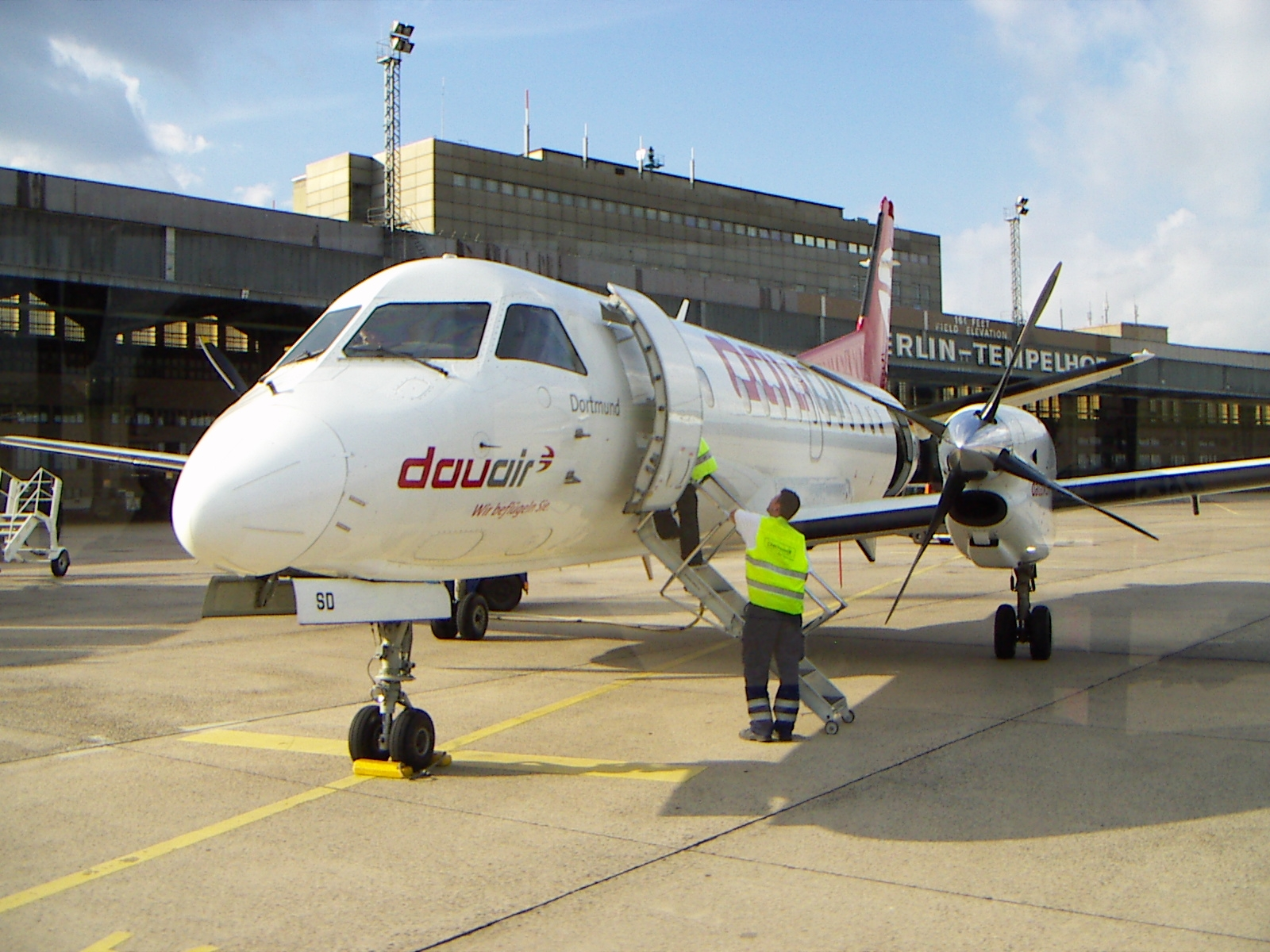
Saab 340 der dauair vor dem Flughafengebäude, 2005

Im Jahr 1981 wurde Tempelhof für den Zivilluftverkehr, das heißt für den Geschäftsreiseverkehr, der seitdem ein Schwerpunkt des Flughafens war, und für Fluggesellschaften mit kleinerem Flugmaterial, wiedereröffnet. Als eine der ersten Fluggesellschaften nahm die US-amerikanische Regionalfluggesellschaft Tempelhof Airways 1981 mit einer Nord 262 ihren Shuttle-Dienst zwischen den Flughäfen Tempelhof und Paderborn/Lippstadt im Auftrag des Computerunternehmens Nixdorf auf, deren Hauptbetriebe und -büros sich in Paderborn und West-Berlin befanden. 1990 wurden wieder mehr als 400.000 Fluggäste gezählt. Auch noch bis kurze Zeit nach der politischen Wende lief die Abfertigung der Fluggäste zunächst nicht über die zu früheren Zeiten genutzte Haupthalle, sondern über einen relativ kleinen Bereich, dem späteren GAT (Abfertigungsbereich für allgemeine Luftfahrt), südwestlich der Haupthalle. Die Haupthalle selbst wurde aufgrund der rapide steigenden Passagierzahlen am 16. Dezember 1990 durch den Flughafenbetreiber etwas überraschend wiedereröffnet. Erst zu Beginn des Jahres 1992 war der Service dort vollständig einem gewissen Standard angepasst: Eine Hallenbar wurde errichtet, das neue Restaurant oberhalb der Haupthalle mit Blick auf das Vorfeld öffnete, neue Anzeigetafeln für Abflüge und Ankünfte wurden installiert, und ein neues Gepäckausgabeband für Inlandsflüge in der Haupthalle ging in Betrieb.
Die U.S. Air Force übergab den Flughafen 1993 bei ihrem Abzug aus Berlin wieder komplett an die BFG. Auf Grund der mit nur 2116 m relativ kurzen Start- und Landebahn war die Größe der Flugzeuge für den Linienverkehr auf die gängigen Schmalrumpfflugzeuge begrenzt, sodass er als ziviler Verkehrsflughafen vorwiegend für innerdeutsche und innereuropäische Ziele genutzt wurde. Die U.S. Air Force hatte auf dem Flughafen große Transportflugzeuge wie die Lockheed C-5 Galaxy nur unter eingeschränkten Bedingungen nutzen können. Zweimal landete eine Boeing 747 der Pan American in Tempelhof. Am 18. September 1976 landete eine Boeing 747 SP, aus Amsterdam kommend, anlässlich des Tages der offenen Tür und am 12. Juni 1987 eine Boeing 747-121 von/nach Frankfurt mit 300 Journalisten anlässlich des Besuches von US-Präsident Ronald Reagan.

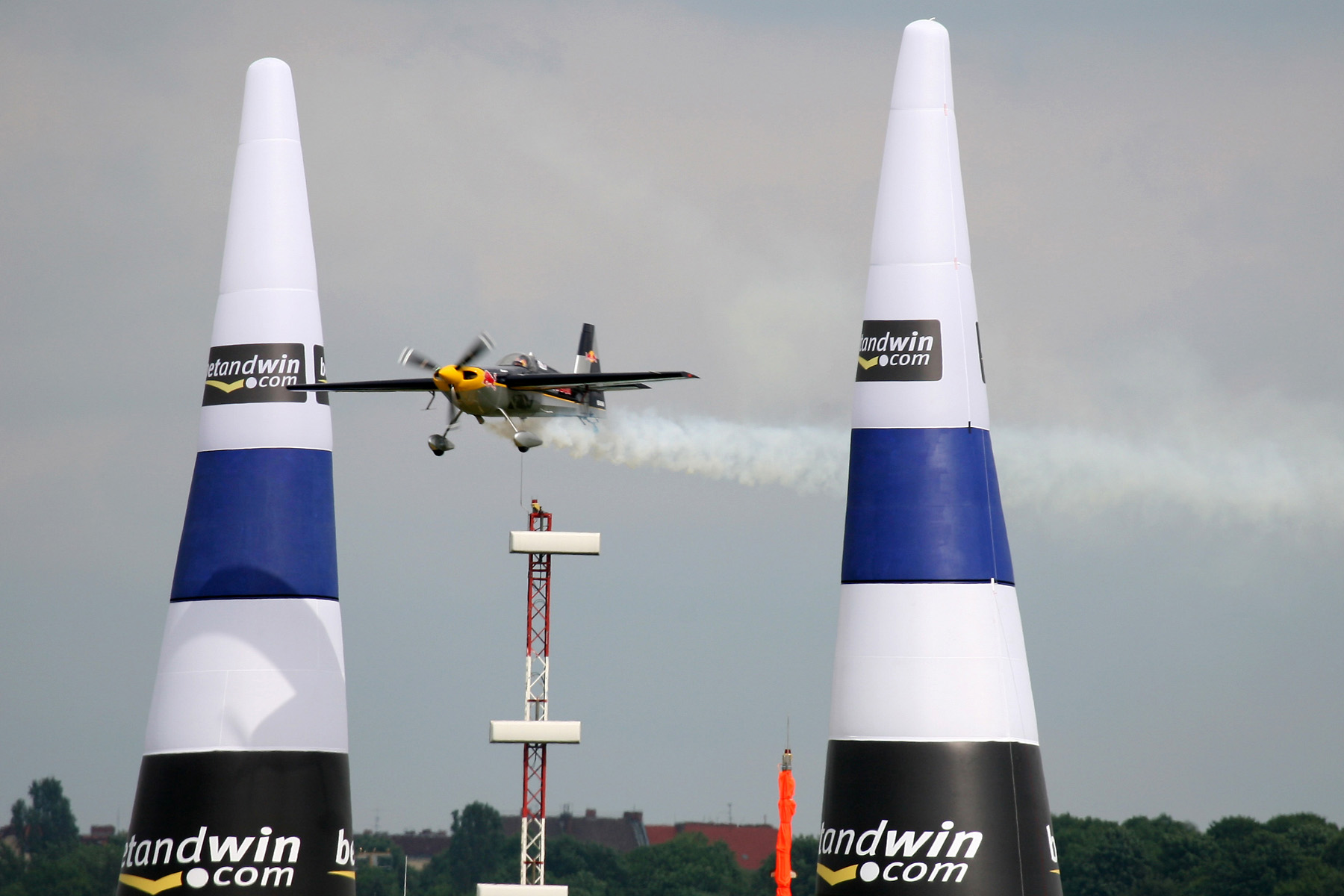
Air Race auf dem Tempelhofer Flughafengelände, 2006

Am 27. Mai 2006 war der Flughafen Austragungsort des Red Bull Air Race. Während der Fußball-Weltmeisterschaft 2006 erlebte der Flughafen noch einmal einen deutlichen Anstieg des Flugverkehrs, da er für zahlreiche Sonderflüge genutzt wurde, zudem wurden zahlreiche Privat-Flüge für V.I.P.-Gäste und Sponsoren abgefertigt. Seit 2007 war die – unter anderen von der Zeppelin-Stiftung getragene – Zeppelin University mit einem Standort im Flughafenfoyer vertreten. Am 8. September 2007 landete anlässlich der Veranstaltung „Reisemarkt“ ein Großraumflugzeug Airbus A330-200 der LTU in Tempelhof, der aufgrund des hohen Leistungsüberschusses moderner Antriebe sowie der geringen Beladung einen problemlosen Umgang mit der kurzen Startbahn sowie mehrere Durchstartmanöver mit Passagieren an Bord demonstrierte. In den Jahren 2007 und 2008 gab es zahlreiche von Luftfahrt-Verbänden und Vereinen organisierte sogenannte Fly-ins von Privatmaschinen, die bis zu 180 kleinere Flugzeuge gleichzeitig nach Tempelhof brachten.

### Schließung des Flughafens

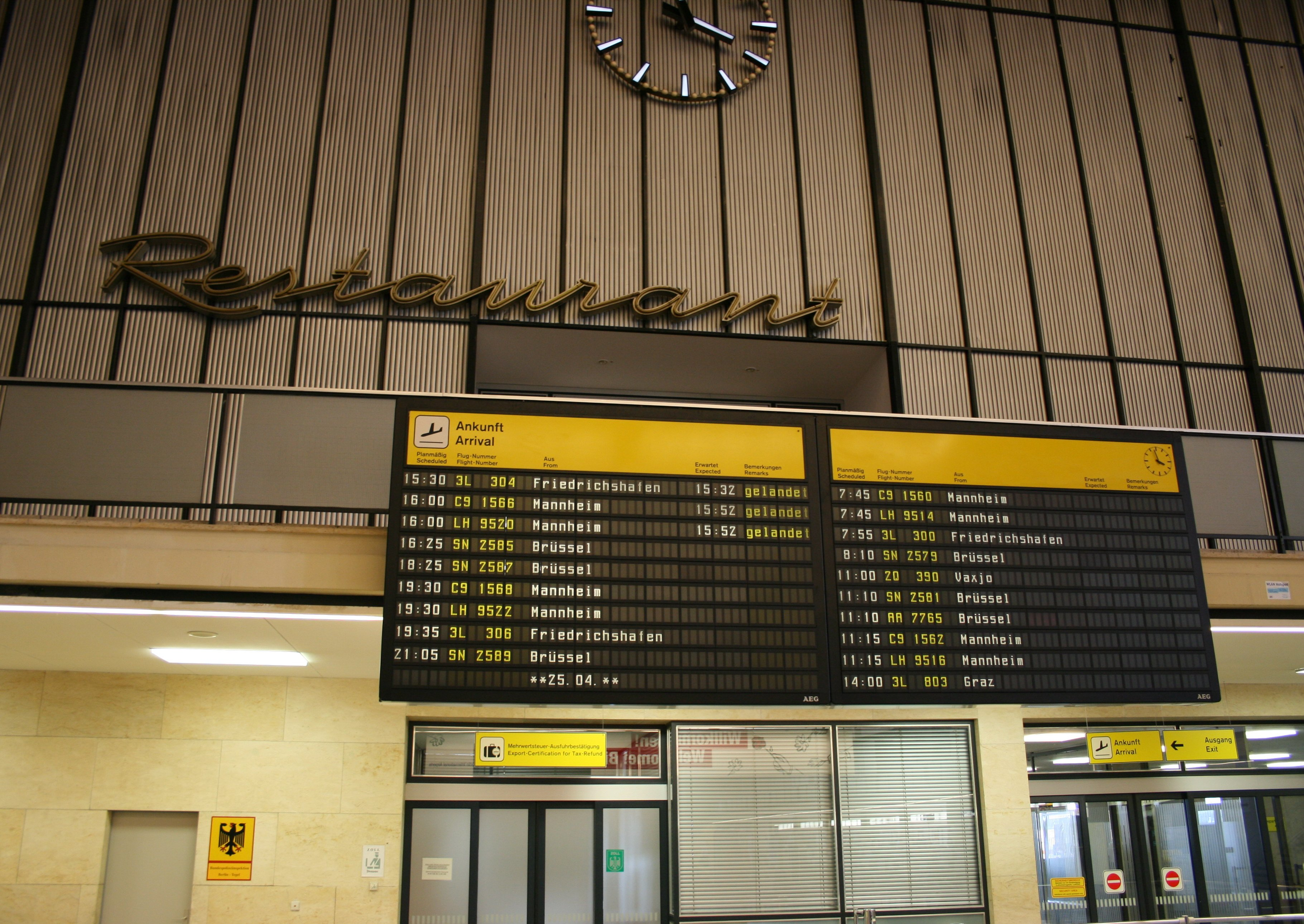
Anzeigetafel am Ende der Abfertigungshalle, 2008

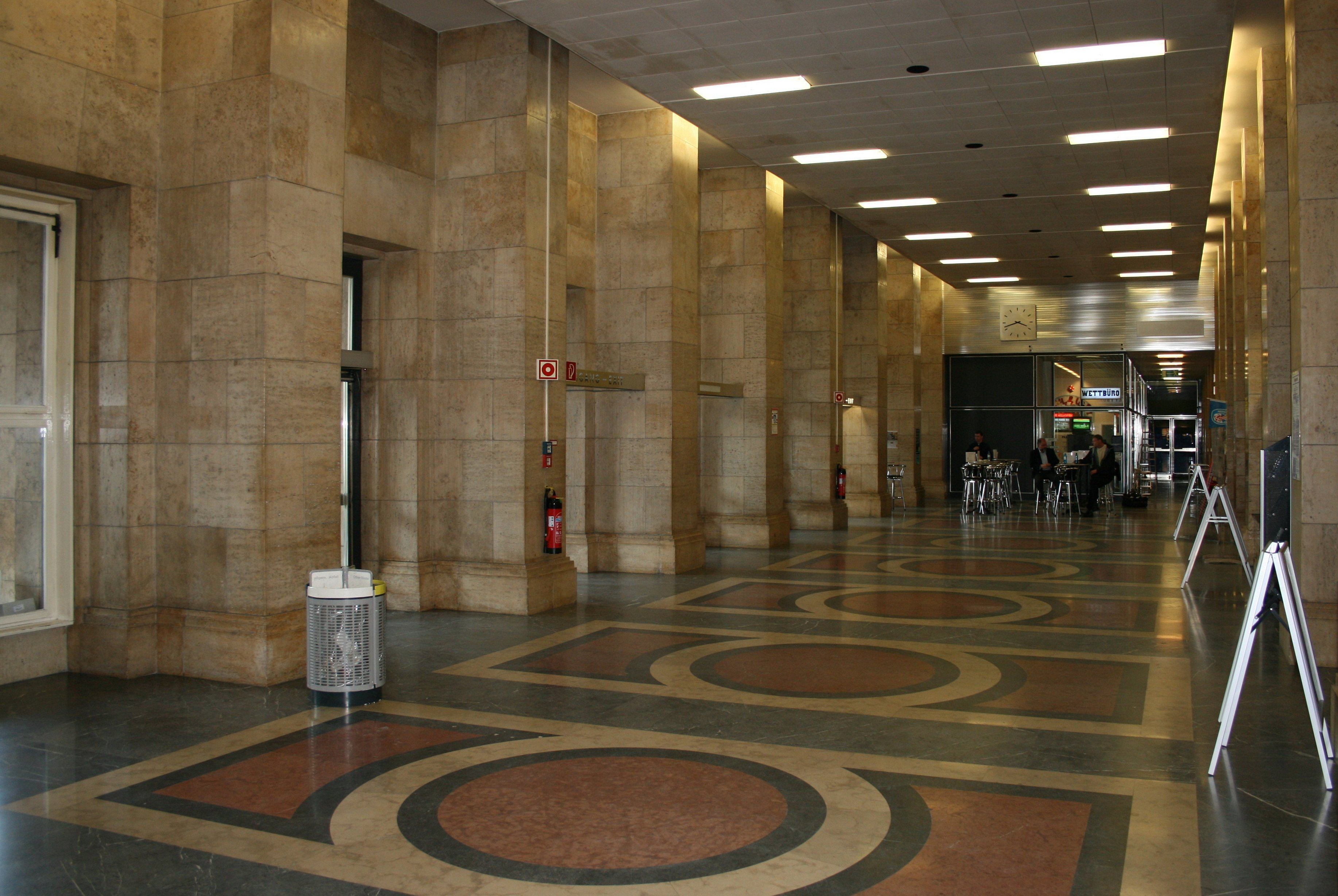
Eingangsbereich vor der Abfertigungshalle, 2008

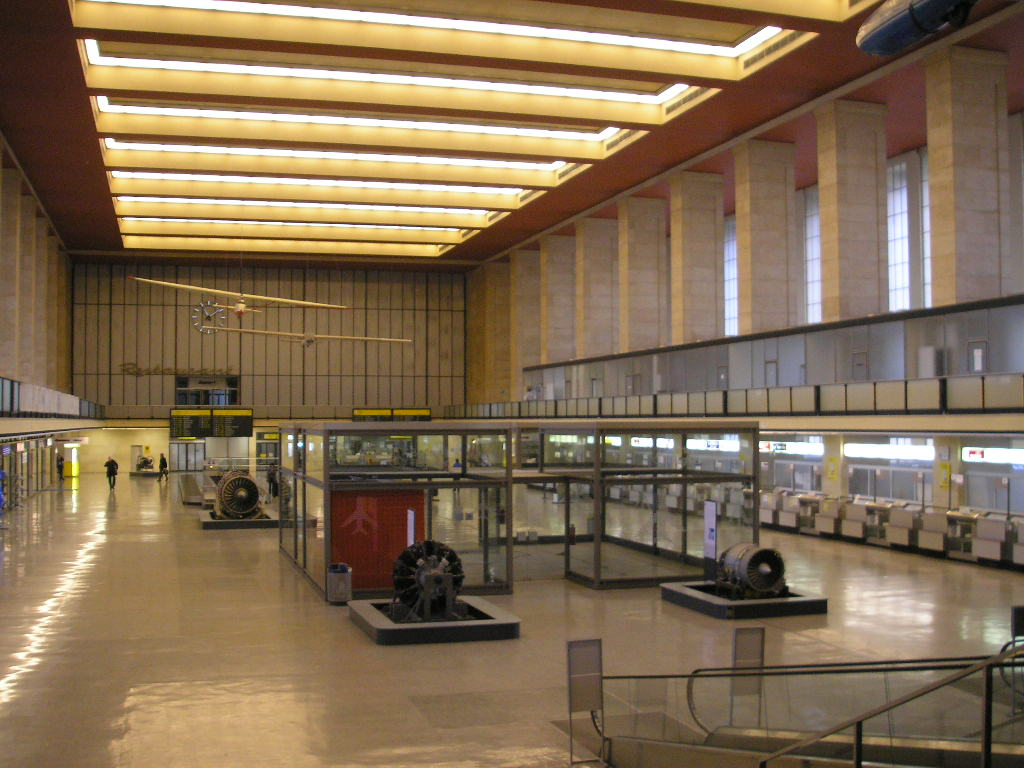
Abfertigungshalle, 2007

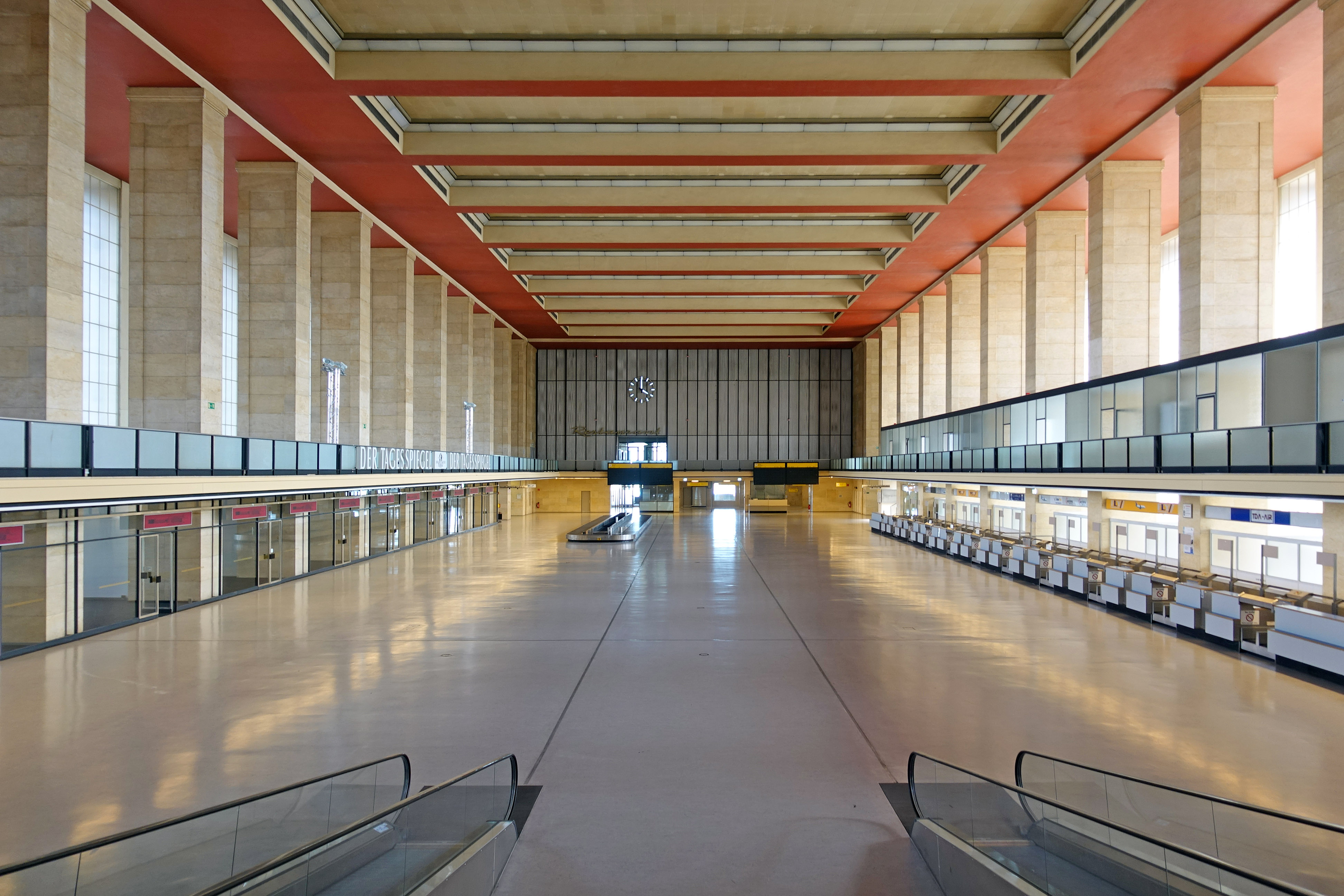
Leere Abfertigungshalle des Hauptgebäudes, 2017

Bereits der erste Flächennutzungsplan des wiedervereinigten Berlins aus dem Jahr 1994 sah im Gegensatz zum Flughafen Tegel eine Umwidmung des Flughafengeländes mit zukünftiger Nutzung als Gewerbe-, Wohn-, Park-, Sport- und Sonderfläche vor. Im sogenannten „Konsensbeschluss“ einigten sich 1996 Bundesverkehrsminister Matthias Wissmann (CDU), Berlins Regierender Bürgermeister Eberhard Diepgen (CDU) und Brandenburgs Ministerpräsident Manfred Stolpe (SPD) auf den Neubau eines Großflughafens Berlin Brandenburg, in dessen Folge auch die Schließung der innerstädtischen Flughäfen Tempelhof und Tegel vereinbart wurde. Der Berliner Senat erließ nach erfolgtem Planfeststellungsbeschluss für den Flughafen Berlin Brandenburg 2003 den Bescheid, der die BFG von der Betriebspflicht des Flughafens befreite. Zu diesem Zeitpunkt war der Flugbetrieb laut Betreibergesellschaft defizitär, für das Jahr 2003 wurde der daraus entstehende Verlust mit 15,3 Millionen Euro angegeben. Gegen diesen Bescheid klagten einige Fluggesellschaften. In einem vorläufigen Rechtsschutzverfahren entschied das Oberverwaltungsgericht Berlin am 23. September 2004, dass die Klagen eine aufschiebende Wirkung haben und der Flugbetrieb bis zur Entscheidung in der Hauptsache aufrechterhalten werden muss. Das Gericht stellte eine Entscheidung im Sinne der Kläger in der Hauptsache in Aussicht. Der Senat zog daraufhin den Bescheid zurück und bereitete einen fundierteren Bescheid zur Betriebseinstellung vor, der im August 2006 erlassen wurde und ein Ende der Betriebspflicht zum 31. Oktober 2007 vorsah.
Die Klage der Fluggesellschaften gegen den neuen Bescheid wurde am 19. und 21. Dezember 2006 vor dem OVG in Berlin verhandelt. Ein vom OVG vorgeschlagener Vergleich zur Anerkennung eines auf Oktober 2008 neu datierten Bescheides scheiterte an der fehlenden Zustimmung der meisten klagenden Luftfahrtunternehmen. Der Berliner Senat griff den Vergleich des OVG auf und änderte nochmals den Bescheid zum Widerruf der Betriebserlaubnis für den Flughafen Tempelhof, der nun als Datum für die Schließung den 31. Oktober 2008 vorsah. Das Oberverwaltungsgericht Berlin-Brandenburg und das Bundesverwaltungsgericht haben die Senatsentscheidung schließlich bestätigt.

#### Initiativen aus der Bevölkerung

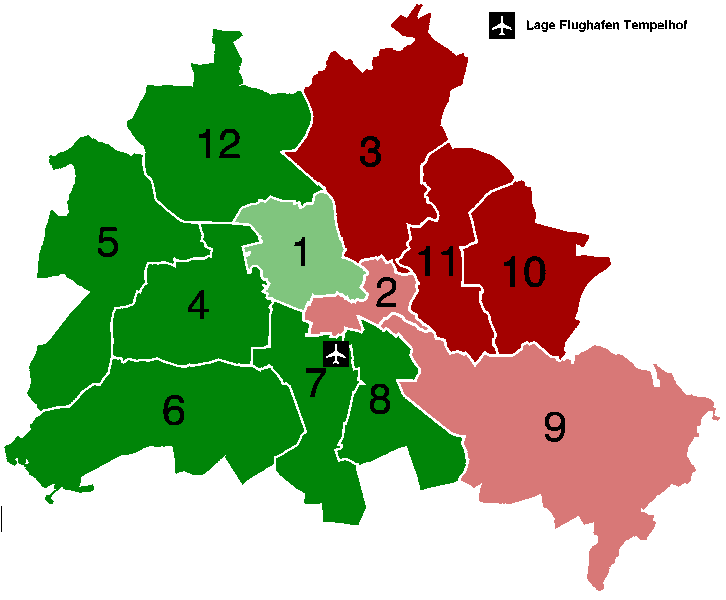
Unterstützer des ICAT-Volksentscheides 2008 nach Bezirken

Ab 1986 kämpften Anwohner mit der Bürgerinitiative Flughafen Tempelhof, aus der 2008 der Verein Bürgerinitiative flugfreies Tempelhof (BIFT) mit elf Gründungsmitgliedern hervorging, für die Stilllegung des Flughafens Tempelhof.
Gegen die Schließung des Flughafens hatte sich die 1995 gegründete Interessengemeinschaft City-Airport Tempelhof (ICAT) mit 1250 Mitgliedern gewandt. Sie initiierte 2006 ein Volksbegehren. Dazu wurden zunächst ab Ende November 2006 Unterschriften gesammelt. Am 8. Mai 2007 bestätigte der Berliner Senat die Sammlung von knapp 30.000 gültigen Unterschriften. Damit wurde der nach der Verfassung von Berlin erforderliche Nachweis von mindestens 20.000 Unterstützern für die Einleitung eines Volksbegehrens erbracht. In der Zeit vom 15. Oktober 2007 bis zum 14. Februar 2008 konnte jeder wahlberechtigte Berliner per Unterschrift in einem der Berliner Bürgerämter das Volksbegehren unterstützen. Das Volksbegehren wurde auch durch das Aktionsbündnis be-4-tempelhof, die SPD-Wähler für den Flughafen Tempelhof und andere Initiativen unterstützt. Bereits am 30. Januar 2008 wurde das nötige Quorum von 170.000 Unterschriften erreicht. Insgesamt wurden gut 208.000 Zustimmungserklärungen abgegeben.
Gegen die Offenhaltung des Flughafens warb ab März 2008 das aus zehn Parteien und Organisationen bestehende Bündnis für ein flugfreies Tempelhof u. a. mit stadtweit 40.000 Plakaten (Slogan: „Nein! zum Flugbetrieb in Tempelhof“). Zu den Initiatoren gehörten SPD, Die Linke, Bündnis 90/Die Grünen und der Bund für Umwelt und Naturschutz (BUND), ferner engagieren sich die BIFT, der Verkehrsclub Deutschland (VCD), die Arbeiterwohlfahrt (AWO) und der Naturschutzbund Deutschland (NABU).
Der von der ICAT initiierte Volksentscheid Tempelhof bleibt Verkehrsflughafen! fand am 27. April 2008 statt. Er wurde abgelehnt, da bei einer Wahlbeteiligung von 36,1 % zwar 60,1 % der Teilnehmer dafür stimmten, jedoch bezogen auf alle Wahlberechtigten sich damit nur eine Zustimmung von 21,7 % ergab; notwendig wäre ein Viertel der Abstimmungsberechtigten gewesen. Die Kosten für die Durchführung des Volksentscheides betrugen rund 2,5 Millionen Euro. Gegen das festgestellte Ergebnis des Volksentscheids wurde von der ICAT Verfassungsbeschwerde beim Verfassungsgerichtshof eingelegt. Am 27. Oktober 2008 entschied dieser, dass der Volksentscheid nicht wiederholt werden muss.
| Nr.                                                                        | Bezirk                     | Beteiligung (Stimmber.) | Ja (Teilnehmer) | Ja (Stimmber.) | Nein (Teilnehmer) | Ungültig (Teilnehmer) |
| -------------------------------------------------------------------------- | -------------------------- | ----------------------- | --------------- | -------------- | ----------------- | --------------------- |
| 1                                                                          | Mitte                      | 30,9 %                  | 58,4 %          | 18,0 %         | 41,4 %            | 0,2 %                 |
| 2                                                                          | Friedrichshain-Kreuzberg   | 30,6 %                  | 39,2 %          | 12,0 %         | 60,5 %            | 0,3 %                 |
| 3                                                                          | Pankow                     | 28,4 %                  | 34,0 %          | 09,6 %         | 65,8 %            | 0,2 %                 |
| 4                                                                          | Charlottenburg-Wilmersdorf | 43,2 %                  | 71,6 %          | 31,0 %         | 28,2 %            | 0,2 %                 |
| 5                                                                          | Spandau                    | 36,2 %                  | 75,8 %          | 27,6 %         | 24,0 %            | 0,2 %                 |
| 6                                                                          | Steglitz-Zehlendorf        | 50,8 %                  | 73,8 %          | 37,5 %         | 26,0 %            | 0,2 %                 |
| 7                                                                          | Tempelhof-Schöneberg       | 47,1 %                  | 70,1 %          | 33,0 %         | 29,7 %            | 0,2 %                 |
| 8                                                                          | Neukölln                   | 41,7 %                  | 74,1 %          | 30,9 %         | 25,7 %            | 0,2 %                 |
| 9                                                                          | Treptow-Köpenick           | 33,2 %                  | 44,3 %          | 14,7 %         | 55,5 %            | 0,2 %                 |
| 10                                                                         | Marzahn-Hellersdorf        | 23,1 %                  | 33,4 %          | 07,7 %         | 66,3 %            | 0,3 %                 |
| 11                                                                         | Lichtenberg                | 24,8 %                  | 30,4 %          | 07,6 %         | 69,4 %            | 0,2 %                 |
| 12                                                                         | Reinickendorf              | 43,3 %                  | 77,0 %          | 33,3 %         | 22,8 %            | 0,2 %                 |
| 13                                                                         | Berlin (insgesamt)         | 36,1 %                  | 60,1 %          | 21,7 %         | 39,7 %            | 0,2 %                 |
| Farben der Bezirksnummern: ehem. West-, ehem. Ost-, West/Ost-Fusionsbezirk |                            |                         |                 |                |                   |                       |

Für die Nachnutzung des Flughafens Berlin-Tempelhof formierte sich 2007 die Bürgerinitiative Nachnutzung des Flughafens Tempelhof (NANU THF) und für eine Öffnung des umzäunten Flughafens setzt sich die Bürgerinitiative Tempelhof für alle ein.
Die Senatsverwaltung für Stadtentwicklung hatte am 7. Juni 2007 den Bescheid zur Entwidmung des Flughafengeländes zum 31. Oktober 2008 verkündet. Gegen diesen Bescheid wurden zwei Klagen beim Oberverwaltungsgericht eingereicht. Dieses wies am 17. Dezember 2008 die Klage der ICAT als unbegründet zurück, die eines Privatmannes erklärte sie für unzulässig. Beide Kläger seien in ihren eigenen Rechten nicht verletzt worden. Eine Revision wurde nicht zugelassen. Auf die Einstellung des Flugbetriebes hatte das Verfahren keine Auswirkung.

#### Die letzten Flüge

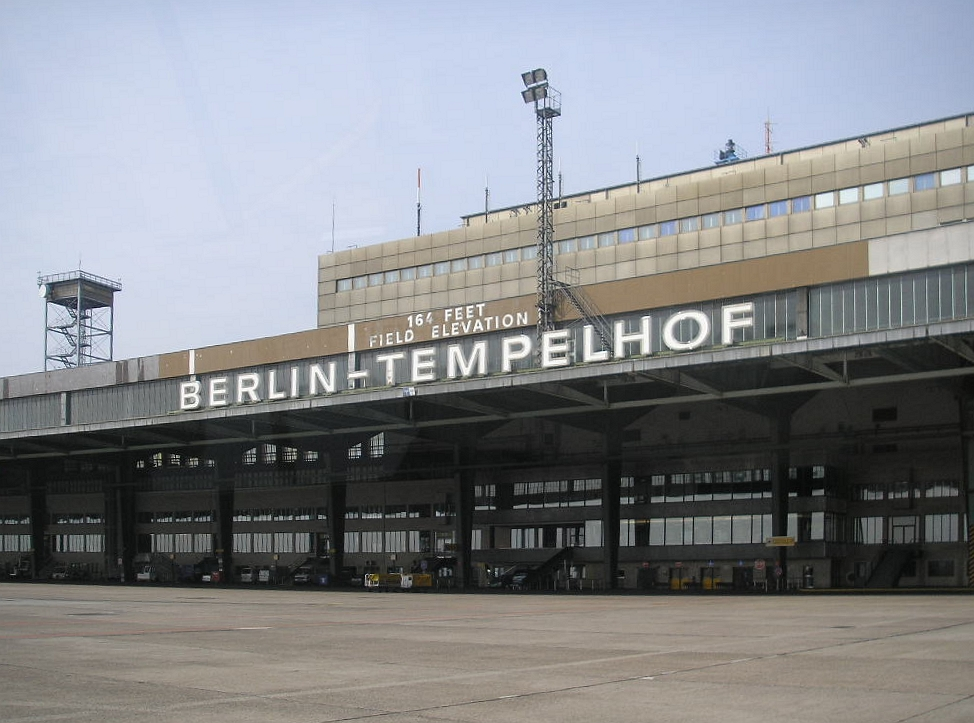
Flugsteighalle mit Schriftzug, 2007

Der letzte Charterflug und gleichzeitig der letzte Start eines Jets von Berlin-Tempelhof erfolgte am 30. Oktober 2008 um 22:12 Uhr mit der Boeing 737-700 D-ABAB der Air Berlin unter Flugnummer AB1001 mit den Kapitänen Funke und Altenscheidt im Cockpit. Der Flug landete nach nur 22 Minuten um 22:34 Uhr in Berlin-Tegel und beendete damit die Geschichte der Jetfliegerei ab Tempelhof. Nur fünf Minuten später startete um 22:17 Uhr eine Dornier 328 der Cirrus Airlines mit dem Kennzeichen D-CIRP als letzter Linienflug in Richtung Mannheim. Cirrus Airlines und einige ihrer Piloten hatten eine besondere Bindung zum Flughafen Tempelhof, und so verabschiedete sich der letzte Abflug dieser Airline aus Tempelhof bei Tageslicht gegen 16:45 Uhr mit dem Flugzeug D-COSA mit einer Ehrenrunde über dem Südteil der Stadt und einem nochmaligen tiefen Überflug über die Piste 27L vom Flughafen. Die letzten Flugzeuge, die in Tempelhof offiziell starteten, waren eine Douglas DC-3 (Rosinenbomber) und die Junkers Ju 52/3m „Berlin-Tempelhof“ der Deutschen Lufthansa Berlin-Stiftung, die um 23:55 Uhr parallel von den beiden Startbahnen abhoben, mit den Flügeln winkten und nach Südosten, Richtung Schönefeld wegdrehten.
Die letzte offizielle Landung eines Flugzeuges in Berlin-Tempelhof machte die Piper PA31T1 Cheyenne I mit dem Kennzeichen D-ILCE. Sie landete am 30. Oktober 2008 nach 22 Uhr auf einem Ambulanzflug und verließ den Flughafen nach einem kurzen Aufenthalt am GAT-Bereich wieder.
Drei unter Sichtflug (Visual Flight Rules, VFR) betriebene Kleinflugzeuge mussten am 30. Oktober 2008 wegen schlechter Witterungsbedingungen weiterhin am Flughafen verbleiben. Sie konnten erst nach einer behördlichen Außenstartgenehmigung am 24. November 2008 als nunmehr allerletzte Starts den Flughafen verlassen. Dieses waren die Antonow An-2 Doppeldecker D-FBAW der Fluggesellschaft LTS MiniHansa und D-FWJC der Fluggesellschaft Air Tempelhof, die am 24. November 2008 um 12:11 Uhr sowie 12:12 Uhr kurz hintereinander in Richtung Strausberg und Finow starteten; gefolgt von der Beechcraft F33A Bonanza D-EDBS, die um 12:15 Uhr den Flughafen Tempelhof in Flugrichtung Schönhagen verließ.
Die derzeit letzte Flugbewegung gab es auf dem Flughafen Tempelhof am 26. Juni 2010. Die vom Flughafen Tegel kommende Socata TB 10 Tobago mit dem Kennzeichen D-EGKJ befand sich auf einem Rundflug über der Stadt. Aufgrund eines Leistungsverlustes des Triebwerks entschied sich der Pilot zu einer Notlandung auf der Piste 27L des mittlerweile geschlossenen Flughafens Tempelhof, um kein weiteres Risiko einer Außenlandung mitten im Stadtgebiet einzugehen. Der Wiederstart der Maschine von Tempelhof wäre möglich gewesen. Die Genehmigung dazu wurde vom Senat allerdings nicht erteilt, und so musste das Flugzeug teilweise demontiert und letztlich am 30. Juni 2010 auf einem Tieflader vom Gelände gebracht werden.

### Eigentümerwechsel
Das Flughafengelände gehörte als früheres Reichsvermögen ursprünglich dem Bund, ab 2005 der Bundesanstalt für Immobilienaufgaben (BImA) sowie dem Land Berlin als Miteigentümer. Im Jahr 2009 verkaufte die BImA dem Land Berlin ihren Anteil zu einem Preis von 35 Millionen Euro. Das Land Berlin ist somit alleiniger Eigentümer des denkmalgeschützten Gebäudekomplexes und der großen Freiflächen.

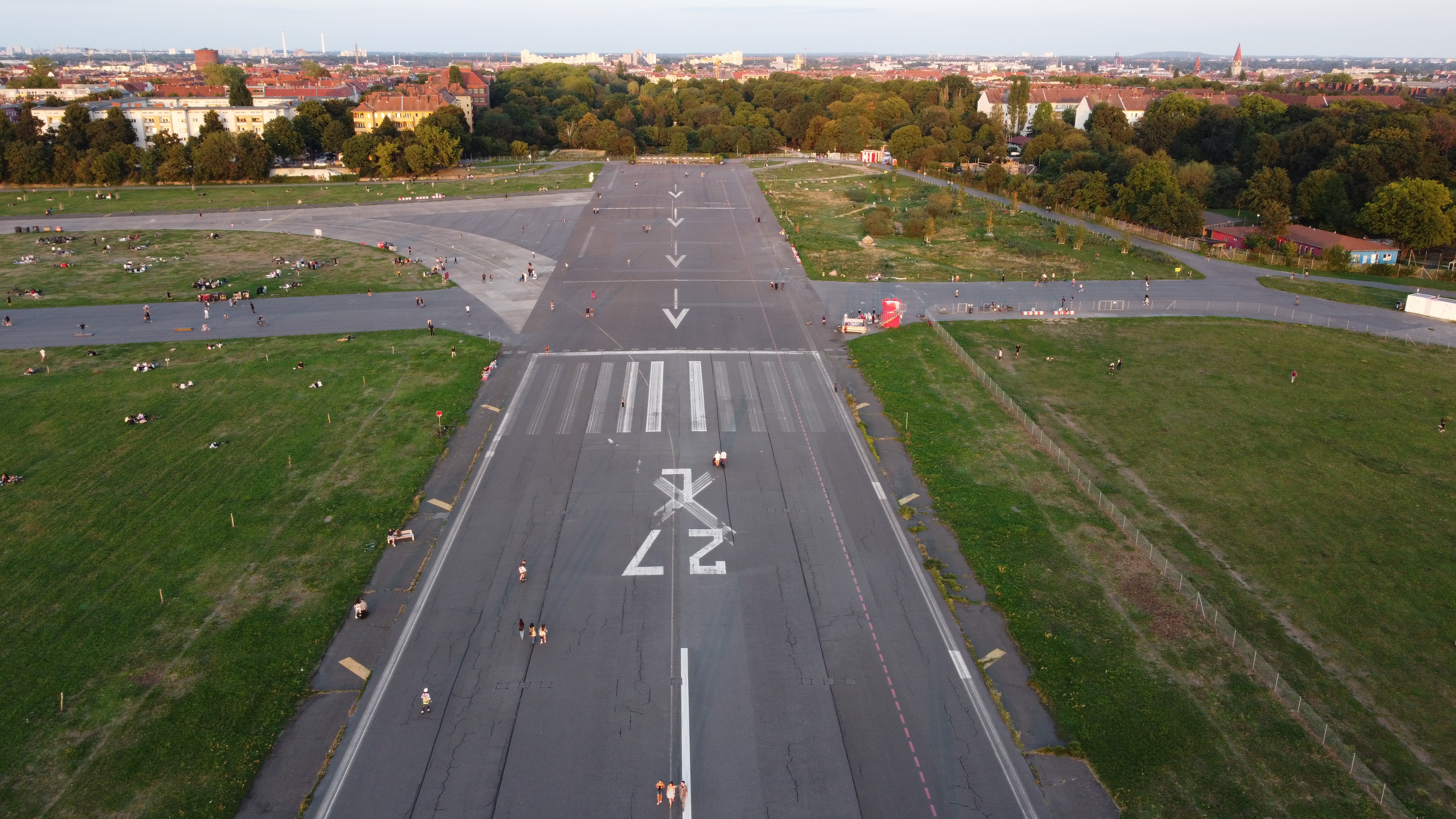
Bahnende der ehemaligen Piste 09R

Das Land Berlin hatte nach der deutschen Wiedervereinigung Ansprüche auf ehemaliges Reichsvermögen geltend gemacht, darunter auch auf die damals bundeseigenen Flächen des Flughafens Tempelhof; der Bund lehnte die Ansprüche ab. Ein Normenkontrollantrag des Landes vor dem Bundesverfassungsgericht hatte 2008 keinen Erfolg. Ob die Voraussetzungen für einen Rückfallanspruch Berlins nach dem Reichsvermögen-Gesetz auf die Bundesflächen des Flughafens vorlagen, steht nicht fest, da das Land die maßgebliche Frist versäumt hatte. Berlin versuchte auf dem Verwaltungsrechtsweg seine Ansprüche weiterzuverfolgen, ist dabei 2011 in zweiter Instanz vor dem OVG Berlin-Brandenburg und schließlich 2013 mit der Revision beim Bundesverwaltungsgericht unterlegen.

### Nachnutzung, Entwicklung

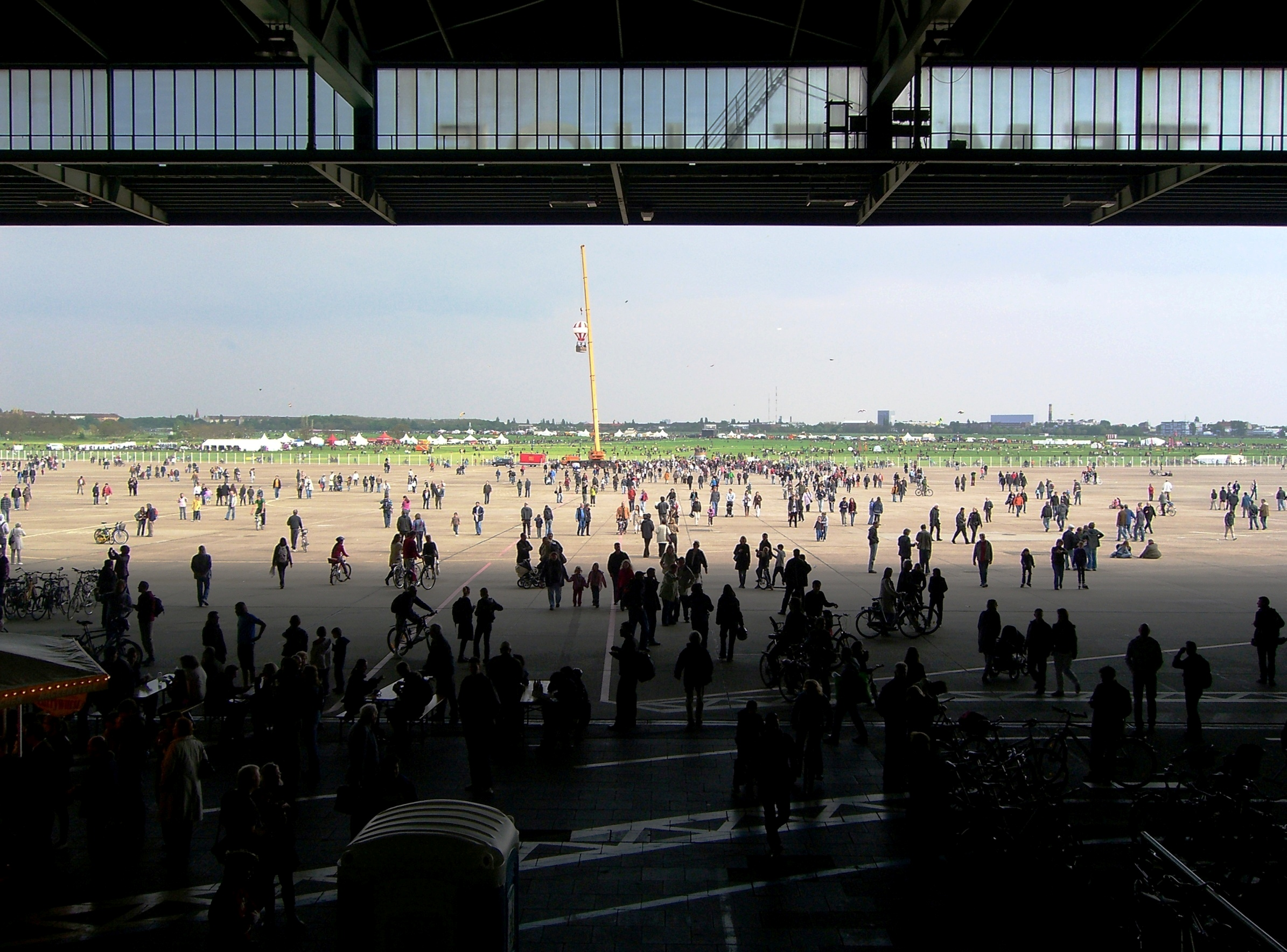
Öffnung des Tempelhofer Flugfeldes für die Bevölkerung im Mai 2010

Verschiedene Nachnutzungskonzepte wurden diskutiert und teilweise wieder verworfen. So bestand eine Planung, dass im Jahr 2017 auf dem Gelände die Internationale Gartenausstellung (IGA) stattfinden sollte. Im Juli 2012 hat der Berliner Senat diese Pläne wieder verworfen, da sich die Parknutzung durch die Bürger besser als erwartet entwickelte und somit eine Steigerung der Attraktivität des Geländes zu diesem Zweck nicht mehr nötig erschien. In diesem Zusammenhang gab es im Vorfeld Proteste gegen die kostenpflichtige IGA, die die Nutzung des Tempelhofer Feldes für viele Besucher einschränken würde. Für das Jahr 2020 war geplant, einen Teil der Internationalen Bauausstellung (IBA) auf dem Gelände auszurichten.
Anfang August 2013 wurde ein bis dahin unter Verschluss gehaltenes Gutachten bekannt, das die Kosten für die notwendige Sanierung des Gebäudes mit 478 Millionen Euro beziffert. Zum reinen Substanzerhalt seien 144 Millionen Euro notwendig.

Tempelhofer Freiheit
Die Berliner Senatsverwaltung für Stadtentwicklung hat am 5. März 2008 als Folgenutzungskonzept für das Flughafengelände das städtebauliche Projekt Tempelhofer Freiheit vorgestellt. Die Grundlage bildete das 1998/1999 erarbeitete Planungskonzept Vom Flughafen zum Park der Luftbrücke. Darin vorgesehen ist die Einrichtung eines Tempelhof Forum THF für Kultur-, Medien- und Kreativwirtschaft im denkmalgeschützten ehemaligen Flughafengebäude und den südlich anschließenden befestigten Vorfeldflächen. An den Rändern des ehemaligen Flugfeldes sollen neue Wohnanlagen der Stadtquartiere Tempelhof (westlich bis südlich), Neukölln (östlich) und dem neuen nordöstlichen Columbiaquartier entstehen. Dazwischen soll die rund 220 ha große unbebaute Grünfläche des ehemaligen Flugfeldes als Parklandschaft mit zahlreichen Freizeitnutzungen erschlossen werden. Das überwiegend offengehaltene Wiesengelände soll dann auch weiterhin dem Temperaturausgleich des Stadtklimas dienen.
Seit dem 8. Mai 2010 ist der Tempelhofer Park, der sich auf dem ehemaligen Flugfeld befindet, für die Öffentlichkeit zugänglich. Das Betreten des Geländes ist tagsüber durch zehn Eingänge möglich, die am Tempelhofer Damm, am Columbiadamm und an der Oderstraße liegen.
Eine Volksinitiative richtete sich gegen den Namen Tempelhofer Freiheit, da damit die NS-Geschichte dieses historischen Ortes verharmlost werde.
Am 14. Juni 2014 trat das Gesetz zum Erhalt des Tempelhofer Feldes (ThF-Gesetz) in Kraft und schrieb damit den offiziellen Namen Tempelhofer Feld fest.

### Zwischennutzungen
Seit der Schließung am 30. Oktober 2008 hatten im September 2010 rund 26.000 Besucher das denkmalgeschützte Flughafengebäude besichtigt.

#### Filmstudio Babelsberg
Nach dem gescheiterten Volksentscheid zur Rücknahme des Schließungsbeschlusses des Berliner Senats erneuerte das Filmstudio Babelsberg das Angebot, im Tempelhofer Flughafengebäude in mehrere Filmateliers sowie Europas größten Requisiten- und Kostümfundus investieren zu wollen.

#### Messegelände
Am 29. Januar 2009 unterzeichnete die für den Flughafen Tempelhof zuständige Berliner Immobilienmanagement (BIM) einen zehn Jahre laufenden Nutzungsvertrag mit der Modemesse Bread & Butter. Die Modemesse nutzte zweimal jährlich für jeweils einen Monat sämtliche Hangars, das Vorfeld sowie die Haupthalle des ehemaligen Flughafens Tempelhof, ehe sie 2018 eingestellt wurde. 2019 lief der Vertrag aus.
Seit 2009 findet zweimal im Jahr die Messe Berlin Vital, die zum Rahmenprogramm des alljährlichen Berliner Halbmarathons im Frühjahr sowie des Berlin-Marathons im Herbst gehört, im Gebäude des ehemaligen Flughafens statt. Die Messe ist nach Angaben des Veranstalters die größte deutsche Sport- und Gesundheitsmesse.
Die Jugendmesse YOU  sowie die internationale Messe für Umwelttechnologie Clean Tech World  fanden zum ersten Mal im September 2010 in Tempelhof statt.

#### Sport
Anfang August 2009 beschloss der Berliner Senat in Zusammenarbeit mit dem Berliner Eissportverband und der Eishockeymannschaft des ECC Preussen, dass im ehemaligen Hangar 3 eine Eisfläche installiert werden soll. Diese Eisfläche wurde gebaut, da der Verein aufgrund der Schließung der Deutschlandhalle eine Ersatzfläche für seine knapp 800 Eissportler brauchte. Zuerst ohne Tribünen und nur für den Trainingsbetrieb geplant, entstanden zur Eishockey-Saison 2010/2011 drei kleine Tribünen, die insgesamt durch 199 Zuschauer genutzt werden können.
Mehrere Hangars des Flughafens wurden Ende September / Anfang Oktober 2009 zur Austragung eines hochdotierten nationalen Reitturniers genutzt, das als Hauptstadtturnier bezeichnet wird. Ebenfalls im Oktober 2009 fand das Funsport-Event Swatch freestyle.berlin statt. Im November 2009 wurde auf dem Gelände der 17. Kondius Berliner Marathon-Staffel-Wettbewerb ausgetragen.
Am 4. Oktober 2009 hat die Turngemeinde in Berlin 1848 e. V. (TiB) die Freiluft-Sportanlagen auf dem Gelände des ehemaligen Flughafens in Berlin-Tempelhof wieder in Betrieb genommen. Die TiB übernahm beide Softball-Felder, das östliche wurde für den Baseballbetrieb der Berlin Rangers umgebaut. Zur Anlage gehören noch zwei Tennisfelder, sowie ein Sandplatz für Speed-Badminton, Beachvolleyball und Beachsoccer.
Die FIA-Formel-E-Weltmeisterschaft, eine Serie von ausschließlich mit Elektroantrieb betriebenen Rennwagen, trug in der Saison 2014/15 auf einer temporären Rennstrecke auf dem ehemaligen Vorfeld des Flughafens den Berlin ePrix 2015 aus. Nachdem die Formel E 2016 aufgrund der Flüchtlingskrise auf den Karl-Marx-Allee Street Circuit ausweichen musste fährt die Formel E seit 2017 auf dem Tempelhof Airport Street Circuit. 2020 wurden aufgrund der COVID-19-Pandemie die letzten sechs Saisonrennen der Formel E auf dem Tempelhofgelände absolviert, dabei wurde nach jeweils zwei Rennen die Streckenkonfiguration geändert. In den ersten beiden Rennen fuhr man die Strecke im Uhrzeigersinn, in den beiden darauffolgenden gegen den Uhrzeigersinn und die letzten beiden Rennen wurden auf einer Strecke mit stark verändertem zweiten Sektor absolviert.
Der asphaltierte Rundkurs ist vor allem bei Läufern sehr beliebt. Die Streckenlänge beträgt 6218 m und ist läuferisch wenig anspruchsvoll, da der Rundkurs mit nur 53 Höhenmetern keine nennenswerten Steigungen aufweist. Startpunkt ist der Haupteingang am Columbiadamm und man folgt der mit lilafarbenen Punkten markierten Strecke im Uhrzeigersinn.
18 Skulpturen wurden in einer Open-Air-Galerie names Nuture Art aufgestellt. Die Installationen sind als Minigolf-Anlage bespielbar.

#### Flüchtlingsunterkunft
Im Zusammenhang mit der Flüchtlingskrise in Deutschland 2015/2016 wurden Hangars des Flughafens von Ende Oktober 2015 bis Dezember 2018 als Notunterkünfte für Flüchtlinge genutzt. Zeitweise waren dort in Zeltbauten bis zu 3000 Menschen untergebracht. Im Dezember 2017 zogen die in der Notunterkunft Untergebrachten in ein neu errichtetes Containerdorf im Randbereich des Flugfeldes um. Bis Dezember 2018 befand sich in den Hangars noch ein sogenanntes Ankunftszentrum zur kurzfristigen Unterbringung neu in Berlin angekommener Flüchtlinge.
Die Baugenehmigung für das Containerdorf wurde im Februar 2017 erteilt, die Bauarbeiten begannen noch im selben Monat. Dies geschah auf Basis einer bis Ende 2019 befristeten Änderung des durch den Volksentscheid zum Tempelhofer Feld in Berlin 2014 beschlossenen Tempelhof-Gesetzes, das eigentlich jegliche Bebauung des ehemaligen Flughafengeländes ausschließt. Die für rund 17 Millionen Euro errichteten sogenannten Tempohomes boten in 256 abgeschlossenen Apartments mit Küche und Bad Platz für 1024 Personen. Sie wurden von Dezember 2017 bis Juni 2019 genutzt; danach begann der planmäßige Abbau.

### Proteste gegen die Entwicklung des Tempelhofer Feldes

#### Bürgerbegehren im Bezirk
Das Aktionsbündnis be-4-tempelhof.de initiierte im Bezirk Tempelhof-Schöneberg ein Bürgerbegehren mit dem Titel Das Denkmal Flughafen Tempelhof erhalten – als Weltkulturerbe schützen. Der Bürgerentscheid am 7. Juni 2009 ergab bei 37,9 % Wahlbeteiligung 65,2 % Zustimmung. Da auch das hier notwendige Quorum von 15 % Abstimmungsbeteiligung erreicht wurde, hat der erfolgreiche Bürgerentscheid die Rechtskraft eines Beschlusses der Bezirksverordnetenversammlung.

#### Squat Tempelhof
Aus Protest gegen die Nachnutzungspläne versuchten mehrere tausend Aktivisten, die sich in dem Bündnis Squat Tempelhof zusammengeschlossen hatten, am 20. Juni 2009 das Gelände zu besetzen. Dazu aufgerufen hatten neben Mieterbündnissen auch die Grünen. Die Demonstranten kritisierten, dass die Fläche nicht für die Öffentlichkeit freigegeben wurde und befürchteten neben einer zunehmenden Privatisierung und Kommerzialisierung einen vorangetriebenen Gentrifizierungsprozess. Die Besetzung wurde jedoch von der Polizei verhindert, die mit etwa 1500 Beamten im Einsatz war. 102 Demonstranten wurden festgenommen.

#### Volksentscheid100% Tempelhofer Feld

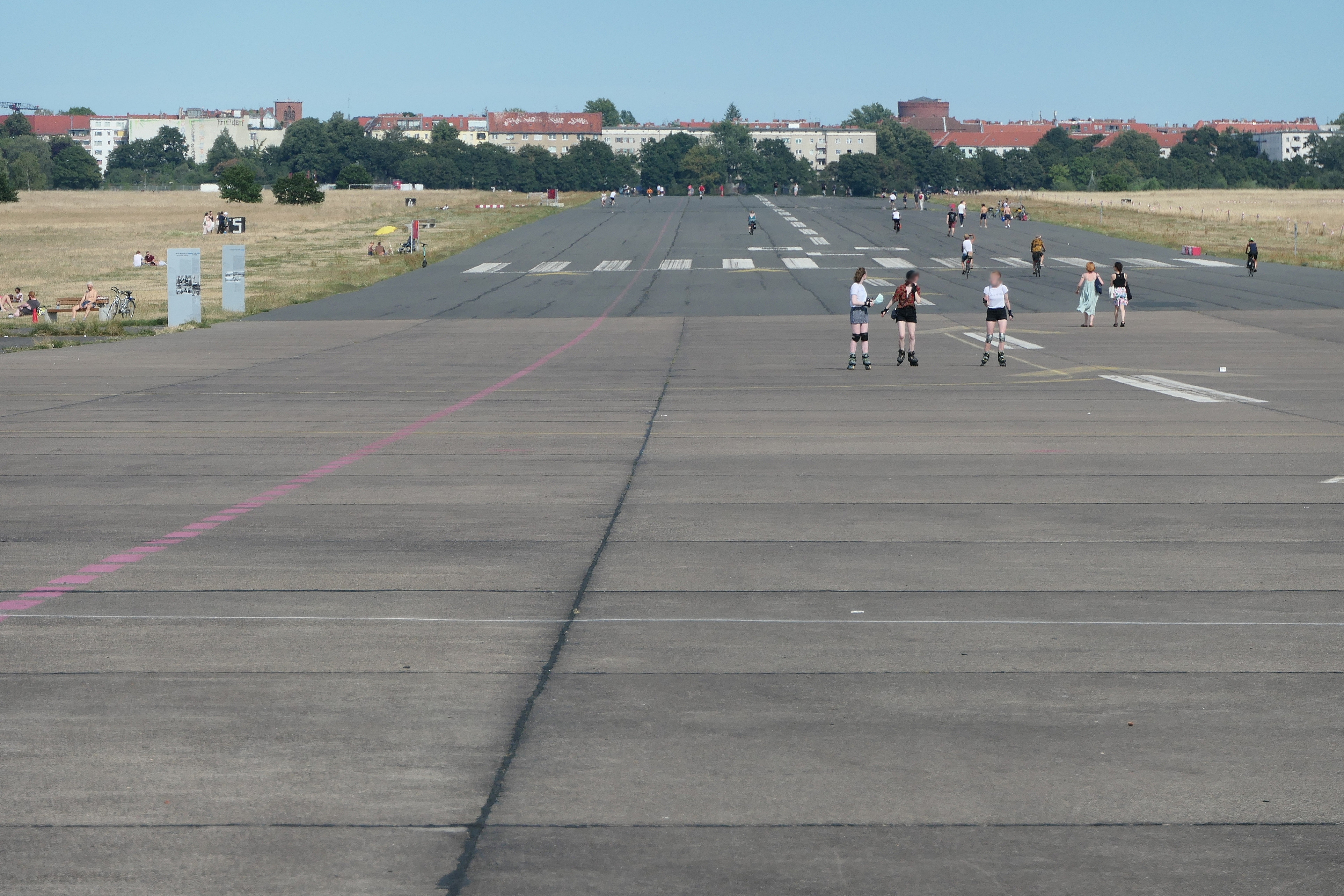
Ehemalige Start- und Landebahn

Im September 2011 gründete sich im östlich an die Parkfläche angrenzenden Schillerkiez unter dem Titel Demokratische Initiative 100 % Tempelhofer Feld eine Bürgerinitiative mit dem erfolgreichen Ziel, die Nachnutzungspläne des Senats im Wege eines Berlin-weiten Volksentscheides zu kippen und eine Bebauung des Geländes zu verhindern. Nach Vorstellung der Initiative solle die Freifläche weder mit einem Neubau der Landesbibliothek, Wohn- und Gewerbeimmobilien, noch der Internationalen Gartenausstellung versehen und für Parkbesucher in ihrem natürlichen Zustand belassen werden. Die Unterschriftensammlung für das Volksbegehren gegen die Bebauung des Tempelhofer Feldes lief bis zum 13. Januar 2014 und brachte rund 185.000 Unterschriften. Der Volksentscheid über den Erhalt des Tempelhofer Feldes fand am 25. Mai 2014 statt: 64 % der abgegebenen Stimmen waren für den Volksentscheid, 36 % dagegen. Das notwendige Abstimmungsquorum von mindestens 25 % wurde mit 30 % überboten.

## Vögel auf dem Flughafen
2005 und 2010 bis 2020 fanden Brutvogelerfassungen auf dem Flughafen statt. 2021 konnten 27 Brutvogelarten mit 358 Revieren erfasst werden. Die Feldlerche war 2020 mit 227 Revieren die dominierende und in großen Teilen des Flughafens auch die einzige Vogelart. Der Haussperling mit 52 Revieren und die Grauammer mit 21 Revieren waren 2021 die weiteren Vogelarten mit den meisten Brutpaaren. Weitere seltene Vogelarten mit einer Gefährdungskategorie der Roten Liste Berlins sind Rauchschwalbe, Sumpfrohrsänger, Steinschmätzer, Star und Neuntöter. Früher brüteten auch die Arten Wachtel, Braunkehlchen, Gartenrotschwanz, Brachpieper und Wiesenpieper. Der Mäusebussard nutzt das Gebiet als Nahrungsraum. Auf dem Flughafen gibt es umzäunte Schutzzonen für die Feldlerche im Südosten der Fläche. Nach der Brutzeit werden diese Schutzzonen mit Schafen beweidet.

## Ausstattung
Das Gelände des ehemaligen Flughafens erstreckt sich auf eine Fläche von vier Millionen Quadratmetern, wovon das Vorfeld 486.000 m² einnimmt; auf diesem befanden sich 60 Flugzeugabstellpositionen, wovon 40 der allgemeinen Luftfahrt zustanden. Zur Wartung standen sieben Hangars zur Verfügung, deren Bruttogrundfläche insgesamt 52.250 m² beträgt. 19.200 m² davon sind die offenen Abfertigungsflächen A1 und A2. Der Flughafen verfügte über zwei Start- und Landebahnen, deren Oberfläche jeweils aus Asphalt besteht. 09R/27L ist 1840 m lang und 42,5 m breit; sie war für Anflüge in beiden Richtungen für das Instrumentenlandesystem (ILS) in der Kategorie I sowie für Nichtpräzisions-Instrumentenanflüge (NDB/DME) zugelassen. 09L/27R ist 2094 m lang und ebenfalls 42,5 m breit; sie konnte für Nichtpräzisions-Instrumentenanflüge (VOR/DME) und unter Sichtflugbedingungen benutzt werden. Instrumentenabflüge waren von beiden Bahnen in alle Richtungen möglich.

## Architektur

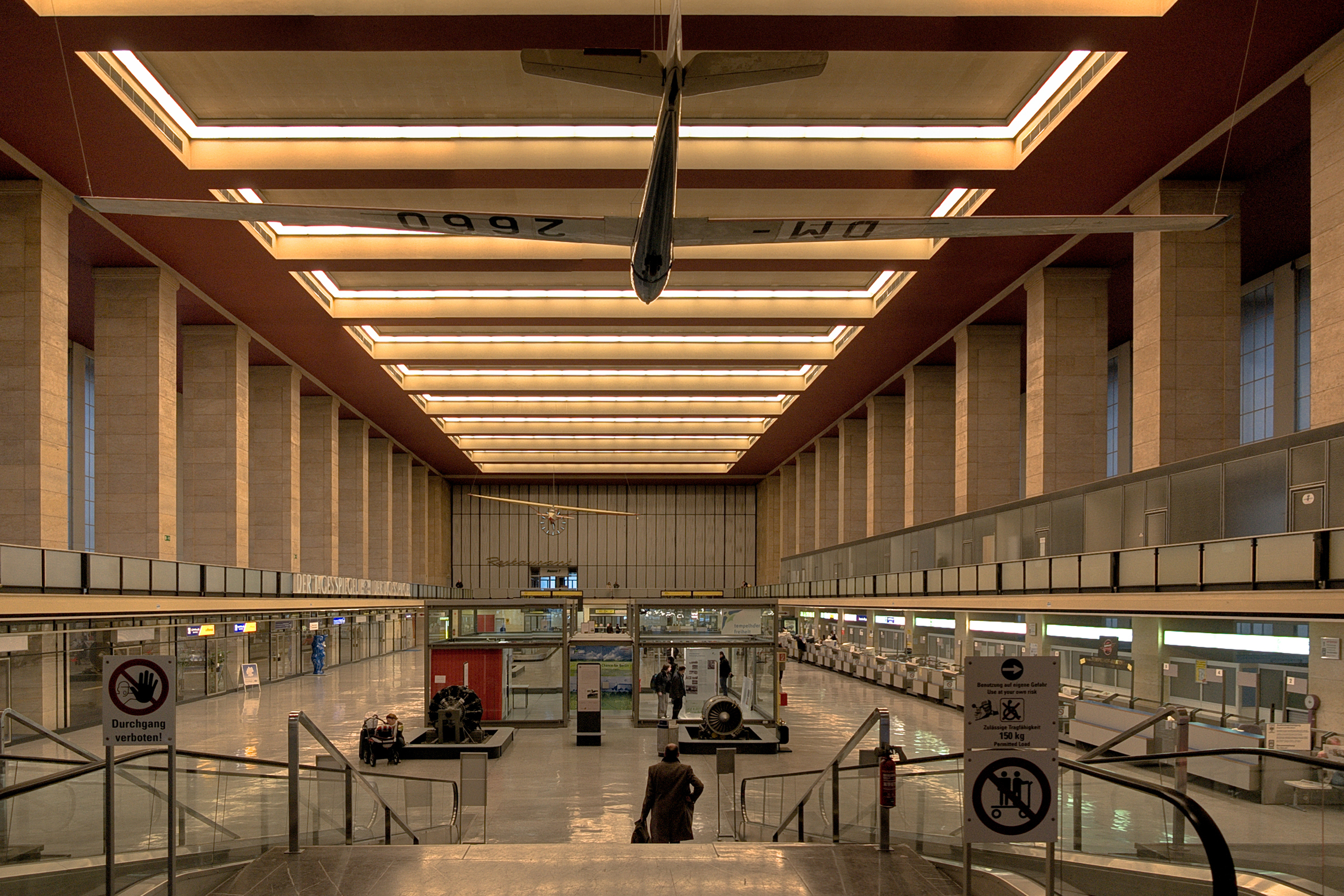
Abfertigungshalle des Flughafens, September 2008

Mit dem neoklassizistischen Neubau des Flughafens Tempelhof ab 1934 durch den Architekten Ernst Sagebiel wurden erstmals alle Anforderungen eines modernen Großflughafens in einer architektonischen Gesamtform mit getrennten Funktionsebenen für Ankunft, Abflug, Post- und Frachtverkehr organisiert. Die in der Gebäudeanlage verwirklichte funktionale Komplexität (Ebenentrennung sowie zahlreiche – erst heute allgemein übliche – Sekundärfunktionen wie Hotels, Kongresszentrum, Großrestaurants, Lufthansa-Verwaltungen) war zum Zeitpunkt der Entstehung als Flughafen einzigartig und ist in zahlreichen Bestandteilen Vorbild für moderne Flughafenanlagen geworden. Der britische Architekt Lord Norman Foster bezeichnete den Flughafen daher im Jahr 2004 als „die Mutter aller Flughäfen“. Diese Metapher bekräftigte er 2009 und fügte hinzu: „Tempelhof müsste eine Sache des nationalen Gewissens sein – es ist viel zu bedeutend, um auf dem Altar kommerzieller Immobilienentwicklung geopfert zu werden.“ Wegen seiner besonderen ingenieurtechnischen Bedeutung wurde das Bauwerk am 1. Juni 2011 von der Bundesingenieurkammer mit dem Titel Historisches Wahrzeichen der Ingenieurbaukunst in Deutschland ausgezeichnet.

### Gesamtanlage

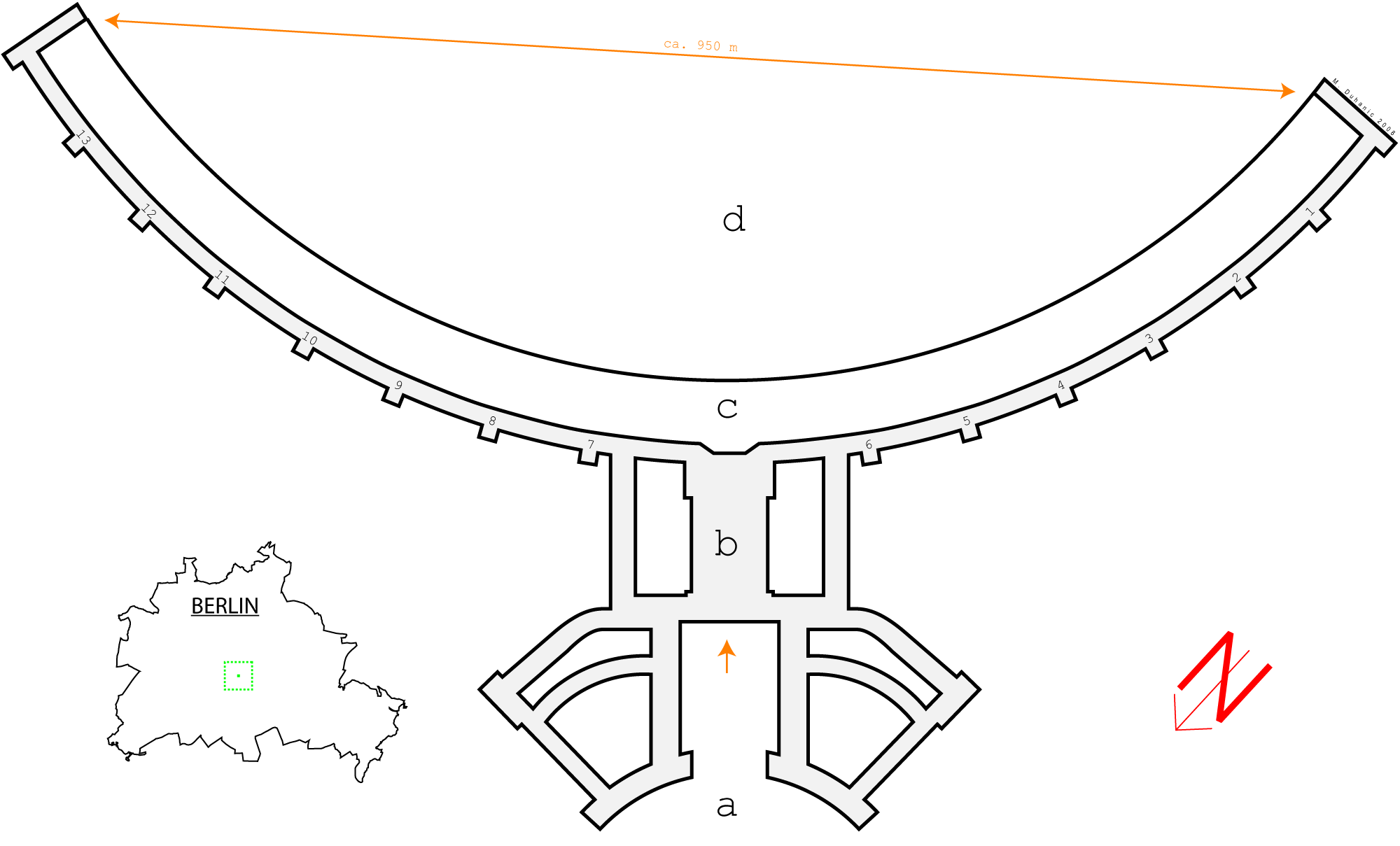
Hauptgebäudekomplex mit Vorfeld

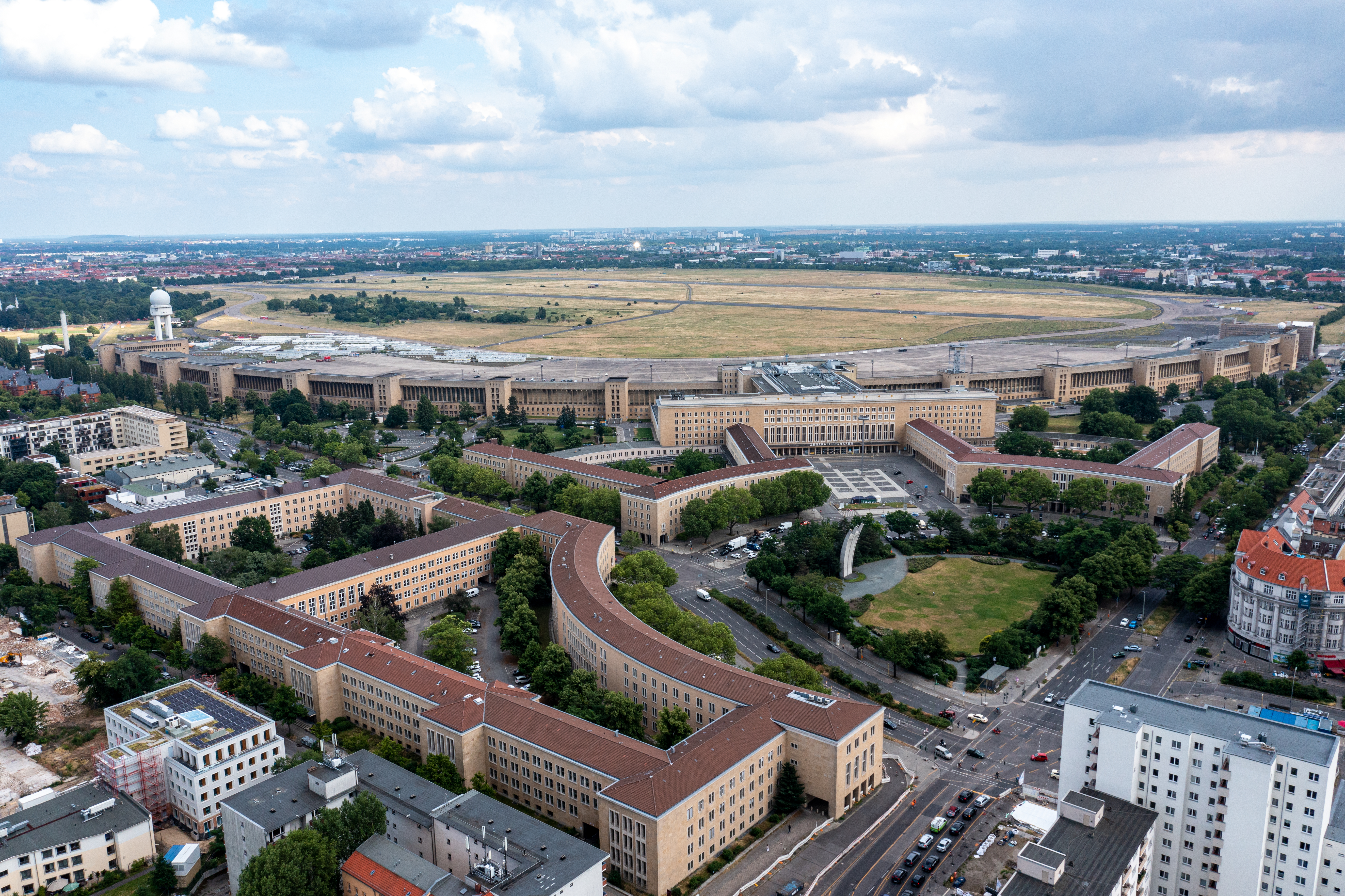
Blick über den ehem. Flughafen Berlin-Tempelhof, Juli 2021

Der Flughafen teilt sich in die mehr als 1200 m lange Flughalle mit Hangar und die Empfangs- und Verwaltungsgebäude. Das Empfangsgebäude befindet sich axial dem Hallenbogen angeschlossen, umschließt einen Vorplatz dreiseitig und schafft einen Übergang zu dem dahinter liegenden heutigen Platz der Luftbrücke. Dieser Platz war als Rundplatz konzipiert und sollte einen Durchmesser von 250 m haben. Die am Platz liegenden viergeschossigen Bauten sollten einen Dreiviertelkreis um den Platz legen und Dienste wie Luftpostamt und Frachthof aufnehmen. Die vorgesehene Bebauung ist allerdings nur auf der Ostseite des Platzes verwirklicht. Die Außengebäude sind, ähnlich wie viele andere Bauten aus der NS-Zeit, mit Natursteinplatten aus Muschelkalk verkleidet. Die Gesamtanlage steht unter Denkmalschutz. Seit Dezember 2007 liegt dem UNESCO-Welterbe-Komitee ein Antrag auf Ernennung zum Weltkulturerbe vor.

### Flugfeld

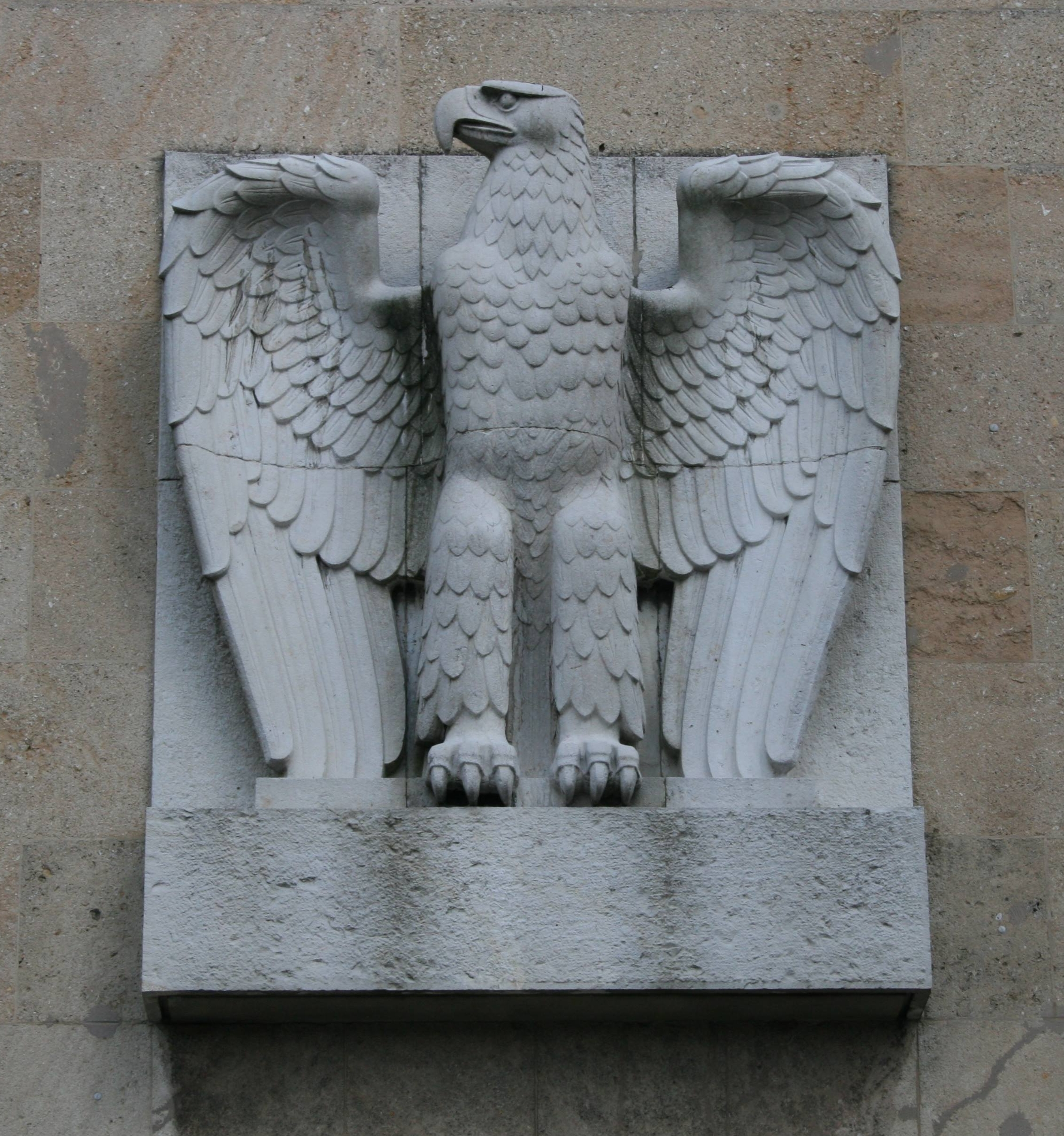
Reichsadler am Flughafengebäude

Vom letzten freien Viertel des Rundplatzes, das sich gegenüber dem Empfangsgebäude geöffnet hätte, sollte eine Wasserkaskade bis zum naheliegenden Kreuzberg reichen.
Diese Wassertreppe wurde allerdings nicht verwirklicht. Die damit durch die Haupthalle verlaufende Achse der Flughafen-Anlage ist in ihrer Richtung auf das Kreuzbergdenkmal von Karl Friedrich Schinkel orientiert. Der Flughafen sollte, den Wünschen Adolf Hitlers entsprechend, seine monumentale Wirkung östlich der geplanten Nord-Süd-Achse entfalten.
Die Anlage des Flugfeldes entsprach den zum Planungszeitpunkt gültigen Bedingungen, indem sie für den Betrieb kleiner Flugzeuge als Rasenfläche mit vier betonierten Start-Taschen ausgelegt wurde. Hierdurch war ein Starten und Landen der noch relativ leichten Fluggeräte exakt gegen den Wind möglich. Die Gesamtform als Oval erfüllte neben der idealen windrichtungsneutralen Form zugleich die Anforderungen als Luftstadion für die von Hermann Göring vorgesehenen Flugschauen.

### Flughalle und Hangar

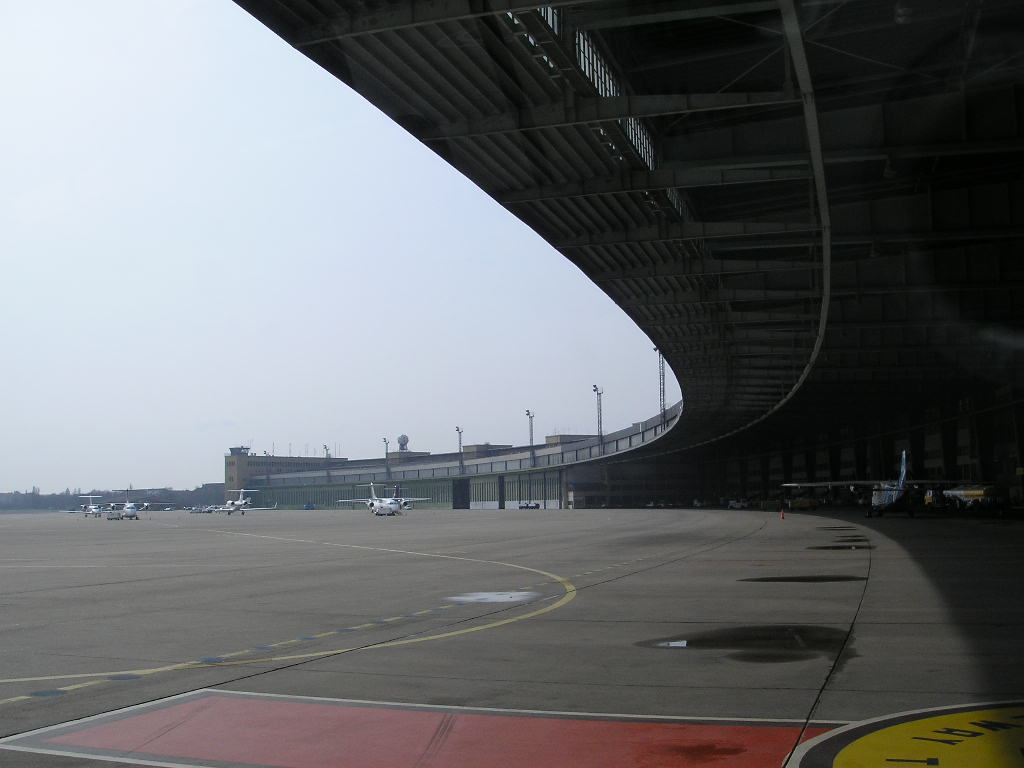
Flugsteighalle mit Vorfeld

Die Passagierhalle teilt das Gebäude in zwei Hälften und ist 100 m lang und 50 m breit. Daran schließen sich unmittelbar zu beiden Seiten die Hangars an. Diese alle Funktionen eines Flughafens integrierende Anordnung, die heute wegen der damit verbundenen geringeren Flexibilität unüblich ist, war wesentlicher Konzeptbestandteil mit dem Ziel, Zusammenhang und Größe zu demonstrieren.
Eine technische Meisterleistung ist die über 40 m weit auskragende stählerne Dachkonstruktion entlang des Flugsteigs. Flugzeuge bis zu einer Höhe von fast 12 m können unter das Dach des Flugsteigs rollen, um dort abgefertigt zu werden. Das Flughallendach war ursprünglich auch als Tribünenbereich für mehr als 100.000 Zuschauer gedacht, wie bei Flugschauen zu den Reichsflugtagen. Eine weitere Besonderheit ist, dass die gesamte Dachanlage nicht nur in Bezug auf ihr eigenes Gewicht freitragend ist, sondern auch Schneemassen von mehreren Metern Höhe problemlos aufnehmen kann. Die Stadtseite der gebogenen Hangar- und Hallenanlage wird durch die sich in gleichen Abständen befindenden Treppentürme zur Erschließung der von Hermann Göring auf dem Dach vorgesehenen Zuschauer-Tribünen gegliedert. Die Treppentürme waren so ausgelegt, dass 100.000 Zuschauer in weniger als 30 Minuten die Dachtribünen hätten erreichen können, für die damalige Zeit eine ausgeklügelte logistische Meisterleistung. Diese – seit der Bauzeit im Rohzustand belassenen und für die Öffentlichkeit nie genutzten – unzugänglichen Treppenhäuser bestimmen die dominante Erscheinungsweise des Gebäudes; allein hierdurch wird der Zeitbezug zur NS-Architektur deutlich.
Der aktuelle Betreiber, die Tempelhof Projekt GmbH, bietet Führungen an, bei denen die ansonsten nicht zugänglichen Bereiche besichtigt werden können. Hierzu zählt auch der als Ballsaal gedachte Raum über der Abfertigungshalle, der in seiner Funktion nie fertiggestellt wurde. Während der Nutzung durch die amerikanischen Streitkräfte wurde hier eine Basketball-Halle errichtet, die noch immer so erhalten ist. Im Nebenraum befindet sich eine Bar, die als Entertainment-Bereich mit Billard-Tischen und Bowling-Bahnen genutzt wurde.
Berlins Regierender Bürgermeister Michael Müller erklärte am 12. November 2015, dass aufgrund anhaltend hoher Flüchtlingszahlen bis auf weiteres die Hangars und die überdachte Haupthalle für die Flüchtlingsregistrierung und -unterbringung benötigt und damit andere Nutzungen ausgeschlossen würden. In Spitzenzeiten lebten in den Massenunterkünften bis zu 3000 Menschen; Ende 2018 kamen die letzten Flüchtlinge aus den Hangars in anderen Unterkünften unter.

### Unterirdische Anlagen

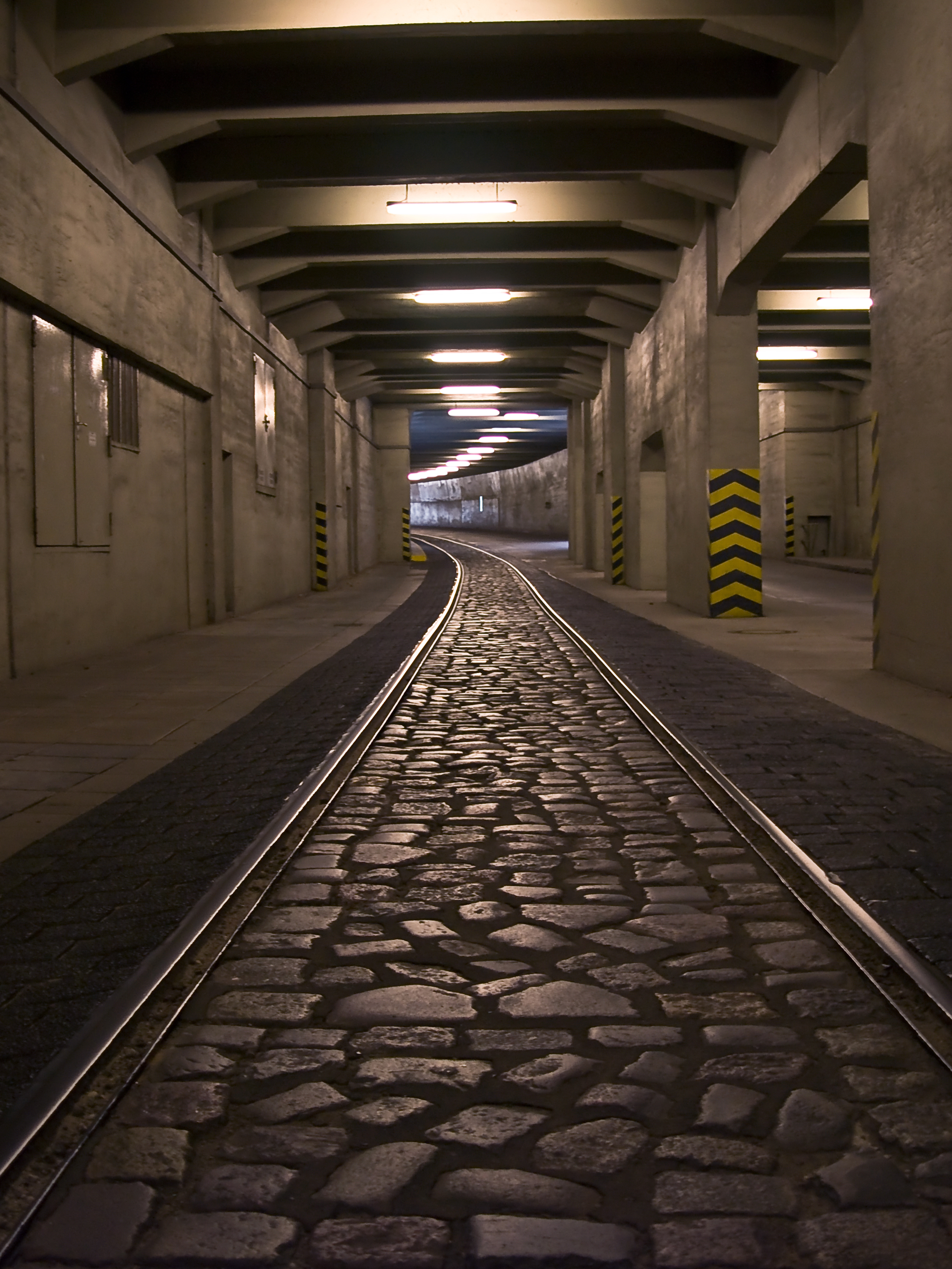
Eisenbahntunnel unter dem Flughafengebäude

Der ehemalige Flughafen Berlin-Tempelhof hat außerdem umfangreiche unterirdische Anlagen, die über drei Etagen hinab in die Tiefe reichen. Mit der Aufgabe des Ausbaus 1942 wurden diese sowie auch einige oberirdische Elemente nicht weitergebaut. Unterirdisch wurden beispielsweise Fertigungsanlagen für Flugzeuge (im Zweiten Weltkrieg), Filmarchive, Kraftwerke und die spätere Kommandozentrale der US Army untergebracht. Dabei wird die Größe des „Tunnellabyrinths“ legendenhaft überschätzt. Die von Fotos her bekannte Endmontage von Jagdflugzeugen fand erst 1945 an der Endstation des Eisenbahntunnels am Hauptgebäude statt, und zwar in einer Halle, die zu einem tief gelegenen Innenhof hin offen ist. Im Zweiten Weltkrieg wurden die unterirdischen Räume auch für die Bevölkerung unverzichtbar als Luftschutzbunker genutzt, wobei Überreste von „Wandmalereien“ nach Motiven von Wilhelm Busch erhalten geblieben sind. Sie wurden auch während der Nutzung der Räume durch die amerikanische Luftwaffe bis 1993 nicht entfernt. Die Wände der Räume wurden zwar mehrfach weiß gestrichen, doch es wurde um die Gemälde sorgsam herumgestrichen, sodass die Wandmalereien nicht beschädigt wurden.

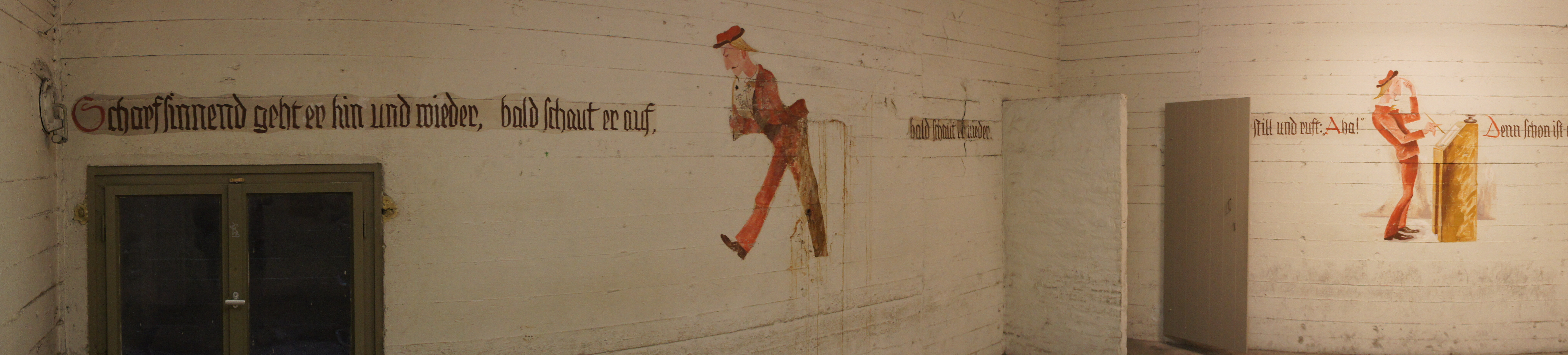
Wilhelm-Busch-Motive in den unterirdischen Anlagen

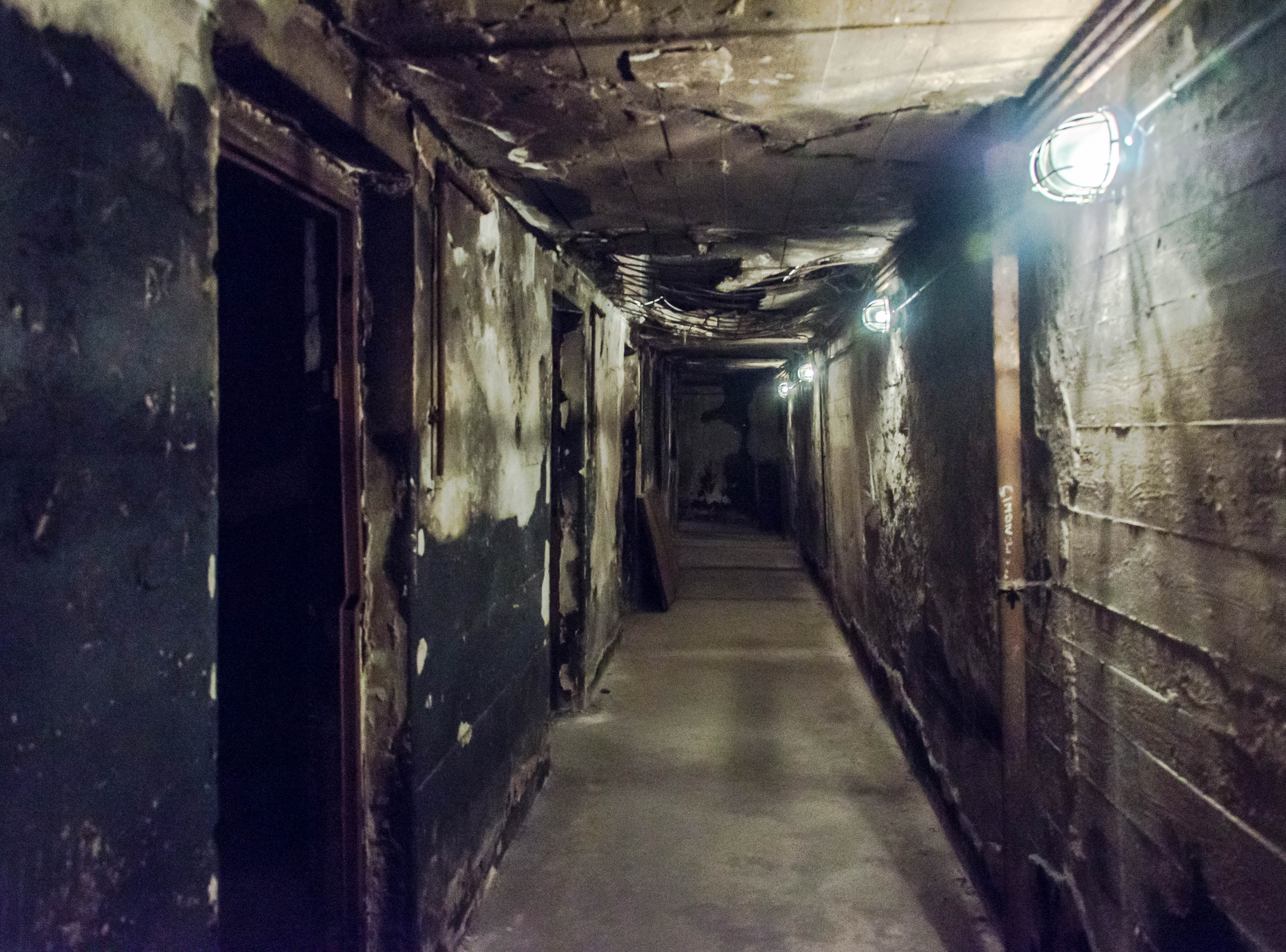
Spuren des Feuers von 1945 im Filmbunker unter dem Flughafen Tempelhof

Eine weitere Besonderheit ist eine in die unterirdische Ebene hinein verlaufende Straße zur Versorgung des Flughafens und Anlieferung von Gütern sowie ein Eisenbahntunnel. Der für den Austausch von Postsendungen zwischen Bahn und Flugzeugen angelegte Tunnel wurde über einen im Westen und Süden am Flughafenrand verlaufenden Gleisanschluss zum Güterbahnhof Hermannstraße, an dem auch die Neukölln-Mittenwalder Eisenbahn beginnt, an das Eisenbahnnetz der Deutschen Reichsbahn angebunden.
Im südöstlichen Anschluss an dem Gebäudeteil Columbiadamm 1–9 befindet sich in fünf Meter Tiefe ein zweigeschossiger Bunkerbau, der sogenannte „Filmbunker“. Seine untere Fußbodensohle ist mit 12,50 m das tiefstgelegene Stockwerk des gesamten Flughafenbaus. Der Filmbunker diente der Hansa Luftbild und der Luftwaffe zur Lagerung von Kartenmaterial und Luftbildaufnahmen auf Zelluloid, wofür auch eine aufwendige Lüftungsanlage eingebaut wurde. War bislang angenommen worden, dass der Zugang zum Bunker im April 1945 durch sowjetische Truppen aufgesprengt und sein Inhalt durch den dadurch ausgelösten Brand vollständig vernichtet worden war, ist inzwischen erwiesen, dass das über 1200 °C heiße mehrtägige Feuer nicht durch äußere Explosion entstanden sein konnte. „Also bleibt eigentlich nur die Möglichkeit, dass die Deutschen den Inhalt des Bunkers selbst und mit voller Absicht vernichtet haben, um ihn nicht dem Feind in die Hände fallen zu lassen.“ Die Spuren des Feuers sind heute noch sichtbar; Rohrleitungen, Überdruckventile und Aktivkohlefilter-Reinigungsanlagen der Lüftung sind ebenfalls erhalten.

### Radarturm

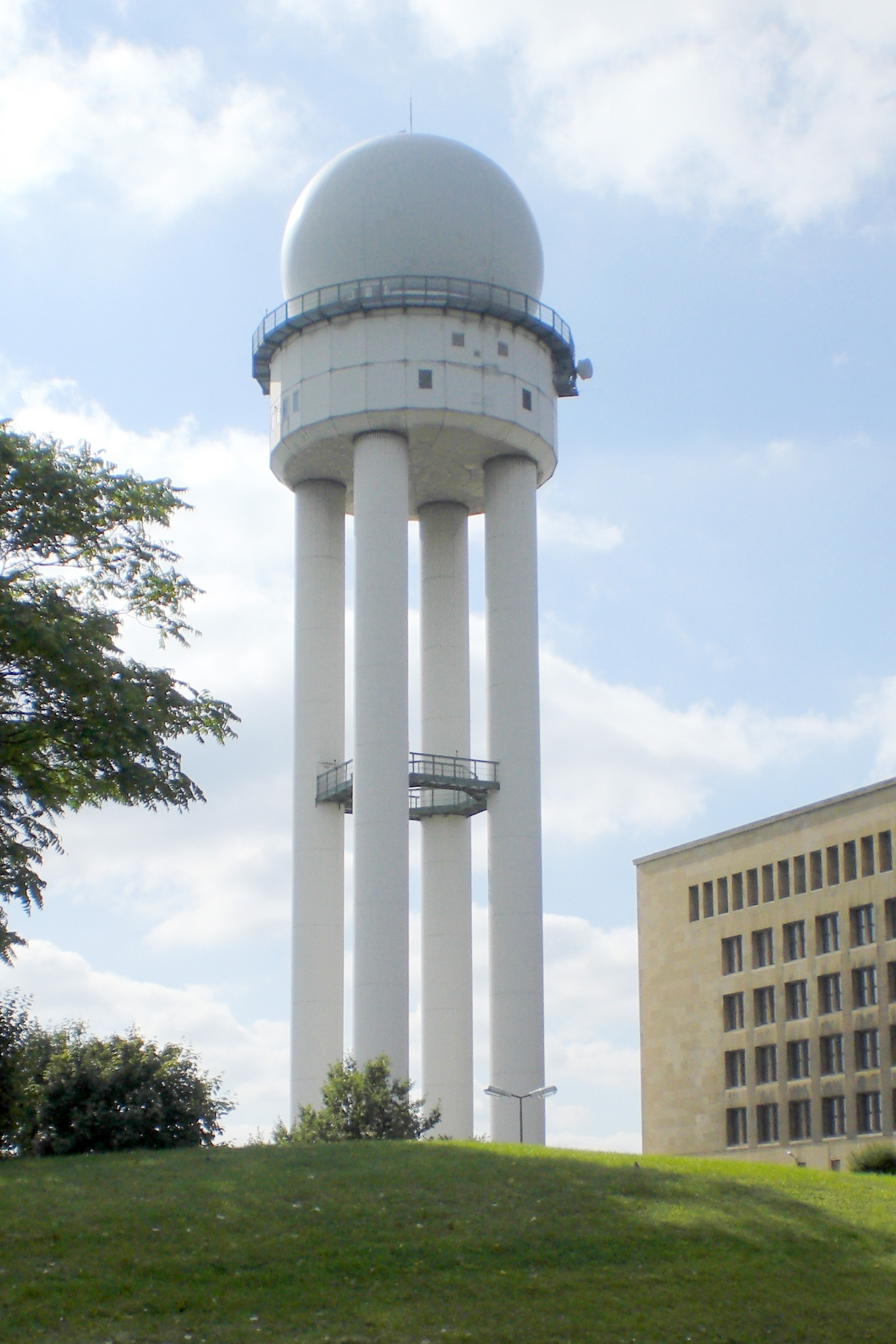
Radarturm

Der markante und über 71 m hohe Turm der RRP-117-Radaranlage östlich des Flughafengebäudes wurde 1982 so konstruiert und errichtet, dass sich die durch den Wind verursachten Turmbewegungen kaum auf die Qualität des Radarbildes auswirken. Es wurde bewusst eine dem monumentalen Baustil des Flughafens entgegengesetzte filigrane Bauform gewählt.
Bis zu Beginn der 1990er Jahre, als der Flughafen noch von der US Air Force betrieben wurde, gab es einige weitere Navigationsanlagen am Flughafen. Sie wurden mit dem Abzug der amerikanischen Streitkräfte abgebaut, da es sich größtenteils um rein militärisch nutzbare Anlagen handelte. So existierte südlich der südlichen Start- und Landebahn auf Höhe der Bahnmitte ein Präzisionsanflugradar (PAR), das für die Südbahn genutzt wurde. Auf dem Dach des Gebäudes in Höhe des GAT befand sich ein  Flughafenrundsichtradar (ASR). Die Radaranlage selbst ist abgebaut, allerdings ist die Trägerkonstruktion immer noch erhalten. Bereits im Oktober 1984 wurde ein auf dem Dach des Gebäudes befindlicher Funkhöhenmesser abgebaut.

## Nutzung

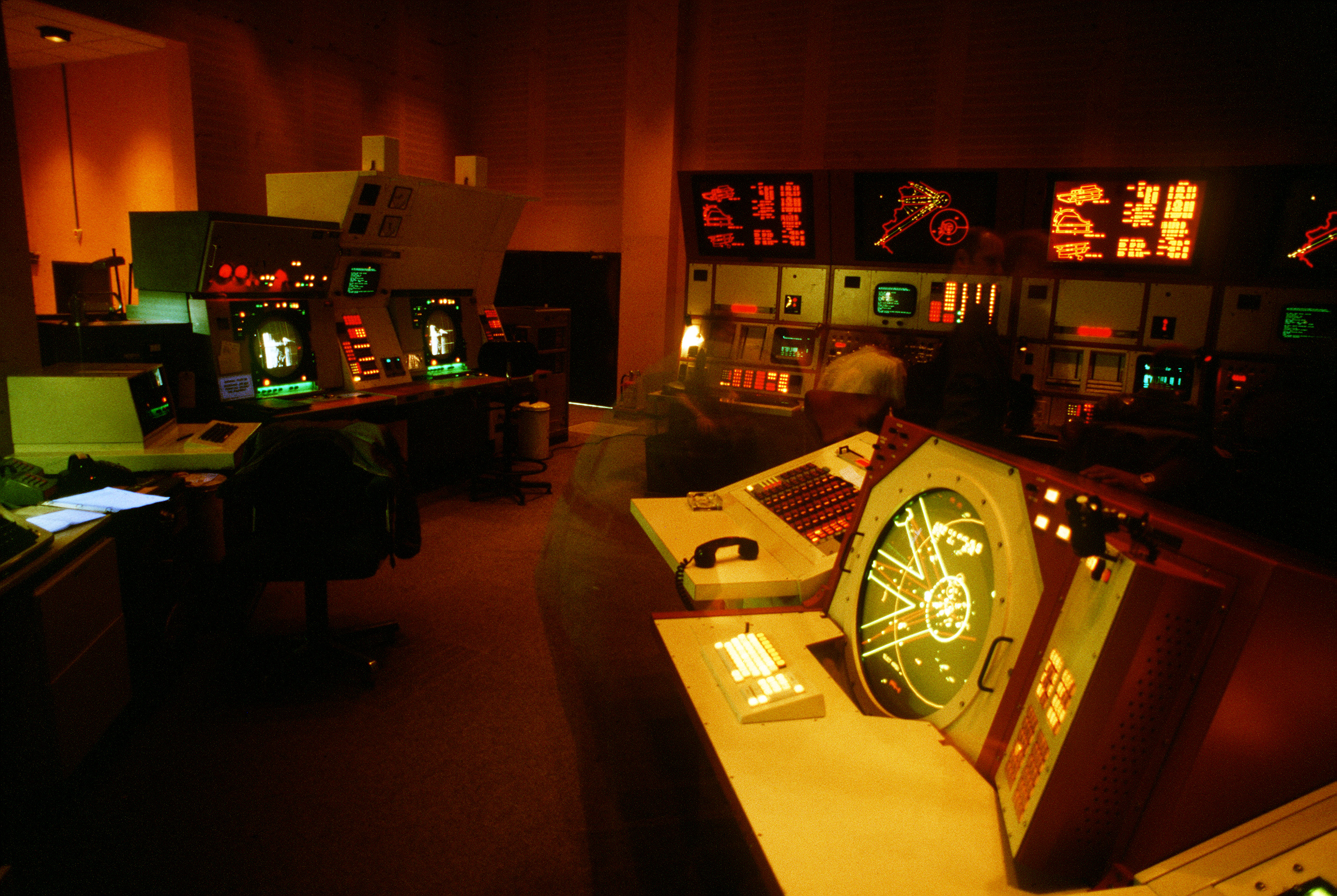
Berlin Air Route Traffic Control Center (BARTCC) auf der Tempelhof Air Base, 1986

### Flugbetrieb
Zuletzt haben lediglich vier Fluggesellschaften den Flughafen Berlin-Tempelhof im Linienbetrieb angeflogen. Diese waren unter anderem Brussels Airlines, InterSky sowie Cirrus Airlines. Daneben gab es mehrere Fluggesellschaften wie die am Flughafen ansässige Windrose Air, die mit ihren Maschinen Flüge der allgemeinen Luftfahrt durchführten. Die sogenannte ‚Executive-Fliegerei‘ nutzte für Flüge nach Berlin in großem Maße den Flughafen Tempelhof, weil er aufgrund der Lage eine einzigartig schnelle Anbindung an das Stadtzentrum bot. Darüber hinaus wurden von Tempelhof aus vom Air Service Berlin Rundflüge mit einem restaurierten ‚Rosinenbomber‘ vom Typ Douglas DC-3 angeboten. Die Luftschiffgeneration Zeppelin NT benutzte den Flughafen als Ausgangspunkt ihrer Fahrten. Außerdem gab es nördlich der Start- und Landebahnen noch mehrere Hubschrauber-Bahnen im Grasgelände, die später allerdings nicht mehr genutzt wurden.

### Daten zur Flugsicherung und zum Flugbetrieb
Frequenzen
- ATIS: 126,025 MHz

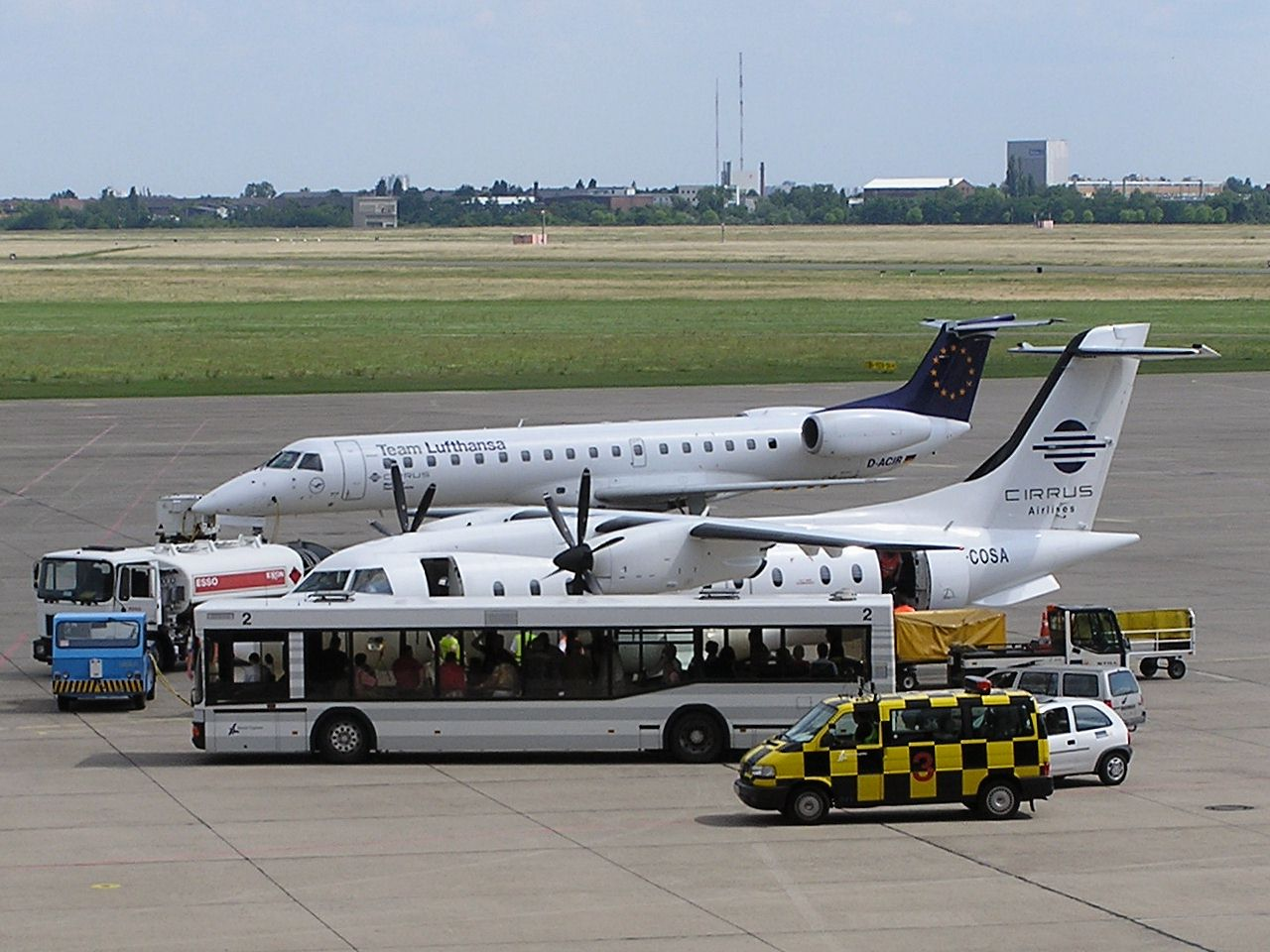
Abfertigung eines gelandeten Flugzeuges auf dem Vorfeld, 2005

- Tempelhof Tower: 119,575 MHz, Hauptfrequenz
- Tempelhof Tower: 118,850 MHz, Alternativfrequenz
- Tempelhof Tower: 118,100 MHz, historische Frequenz, wurde auch während der letzten Wochen des Flugbetriebes 2008 genutzt
- Tempelhof Ground: 121,950 MHz

Funkfeuer
- VOR Berlin-Tempelhof, 114,1 MHz, steht auf dem Flughafengelände zwischen den beiden Start- und Landebahnen, Kennung: TOF
- NDB Helmholtz, 347 kHz, genutzt für den Anflug auf die Pisten 09L/R und zum Abflug von 27L/R, steht westlich vom Flughafen, Kennung: DBR
- NDB Planter, 327 kHz, genutzt für den Anflug auf die Pisten 27L/R und zum Abflug von 09L/R, steht östlich vom Flughafen, Kennung: DIP

Landehilfen
- ILS 09R: 109,7 MHz, 3.00°-Winkel, Anflugkurs 086°, CAT I, Kennung: IDBR
- ILS 27L: 109,5 MHz, 3.50°-Winkel, Anflugkurs 266°, CAT I, Kennung: IDLB

Wichtige Navigationspunkte
- BERAV: Beginn des ILS 09R oder NDB 09R bei 12,4 DME IDBR in 4000 ft
- LINKU: Beginn des VOR 09L bei 10,7 DME TOF in 4000 ft
- RUDOX: Beginn des ILS 27L oder NDB 27L bei 10,6 DME IDLB in 4000 ft
- REGRA: Beginn des VOR 27R bei 9,8 DME TOF in 4000 ft

### Kulisse für Film und Fernsehen
Über die Geschichte und Architektur des Flughafens Berlin-Tempelhofs wurde unter anderem auch eine detaillierte Dokumentation für das ARD-Fernsehen unter dem Titel Geheimnisvolle Orte 2/7: Die Katakomben von Tempelhof gedreht.
In den folgenden Filmen diente der Flughafen als Kulisse:
- 1948: Eine auswärtige Affäre von Billy Wilder
- 1949: Es begann mit einem Kuß von George Seaton
- 1955: Kennwort: Berlin-Tempelhof von Mark Robson
- 1957: Frühling in Berlin von Arthur Maria Rabenalt
- 1961: Eins, zwei, drei von Billy Wilder (die Szenen mit Schauspielern auf dem Rollfeld sind allerdings Studioaufnahmen)[117]
- 1963: Die endlose Nacht von Will Tremper
- 1969: Die Herren mit der weißen Weste von Wolfgang Staudte
- 1986: Startbahn frei für’s neue Jahr – ZDF-Silvestershow 1986/1987
- 1988: Ein Richter für Berlin von Leo Penn
- 1992: … und der Himmel steht still von John Schlesinger
- 1993: In weiter Ferne, so nah! von Wim Wenders
- 1994: Eine französische Frau von Régis Wargnier
- 1997: Comedian Harmonists von Joseph Vilsmaier
- 1998: Tatort: Ein Hauch von Hollywood von Urs Odermatt
- 2001: Was tun, wenn’s brennt? von Gregor Schnitzler
- 2002: Equilibrium von Kurt Wimmer
- 2004: Die Bourne Verschwörung von Paul Greengrass
- 2005: Die Luftbrücke – Nur der Himmel war frei von Dror Zahavi
- 2007: Warum Männer nicht zuhören und Frauen schlecht einparken von Leander Haußmann
- 2007: Operation Walküre – Das Stauffenberg-Attentat von Bryan Singer
- 2008: Die Lüge von Judith Kennel
- 2009: Hilde von Kai Wessel
- 2012: Silent Youth
- 2013: The Congress
- 2014: Die Tribute von Panem – Mockingjay Teil 1 von Francis Lawrence[118]
- 2015: Die Tribute von Panem – Mockingjay Teil 2 von Francis Lawrence
- 2015: Bridge of Spies – Der Unterhändler von Steven Spielberg
- 2017: Atomic Blonde von David Leitch[119]

Der Flughafen war ebenfalls Kulisse in mehreren Folgen der Sat.1-Telenovela Schmetterlinge im Bauch, der ARD-Vorabendserie Berlin, Berlin sowie der Sat.1-Serie HeliCops – Einsatz über Berlin (später wurde die Kulisse im brandenburgischen Briest nachgebaut).
In einigen Filmen, in denen der Flughafen auftaucht, handelt es sich jedoch nur um eine Studiokulisse oder einen anderen Flughafen, der als Kulisse dient. Bekannte Filme aus dieser Kategorie sind beispielsweise Indiana Jones und der letzte Kreuzzug von Steven Spielberg oder The Good German – In den Ruinen von Berlin von Steven Soderbergh, sowie Atomic Blonde von David Leitch.
Für einige Musikvideos ist der Flughafen Berlin-Tempelhof ebenfalls als Drehort ausgewählt worden: So sind in dem 1999 erschienenen Video zum Lied 1, 2, 3 Rhymes Galore (From New York to Germany) von DJ Tomekk einige Aufnahmen während des laufenden Flugbetriebes in der Haupthalle und in angrenzenden Räumen entstanden. Im Jahr 2011 diente die Haupthalle des mittlerweile stillgelegten Flughafens als Kulisse zum Musikvideo zu Hollywood Hills der finnischen Band Sunrise Avenue.
In Folge 8 der 2. Staffel der Dokufiktion-Serie Zukunft ohne Menschen (Chaos am Himmel, USA 2010) dient der Flughafen als Beispiel für den Verfall von Flughafenanlagen nach einem fiktiven Verschwinden der Menschheit.
Der Flughafen spielt eine hervorgehobene Rolle im Spiel TwinKomplex, als Sitz einer mutmaßlichen Geheimorganisation, sowie in Call of Duty: Vanguard, als finalen Ort des Einzelspieler-Modus.
Für die Haarspray-Marke Drei Wetter Taft der Firma Schwarzkopf wurden 1994 Aufnahmen auf dem Vorfeld des Flughafens gedreht und diese im Werbetext anderen internationalen Städten zugeordnet. Gebäude des Flughafens sind im Hintergrund zu erkennen.

### Sonstiges
Am ehemaligen Flughafen gab es ein Heizkraftwerk sowie ein Wasserwerk zur Versorgung des Flughafens. Die Ressourcen reichten auch für die Versorgung des damaligen Bezirks Tempelhof, was insbesondere zur Zeit der Berliner Luftbrücke von großer Bedeutung war. Wichtig für die militärische Luftraumüberwachung der NATO war während des Kalten Krieges das Radar am nordöstlichen Ende des Hauptgebäudes. Das 7000 m² große Areal wird bis heute von der Bundeswehr genutzt.

## Verkehrszahlen
Bei den Zahlen handelt es sich bis 1972 um Summen der Flughäfen Berlin-Tempelhof und Berlin-Tegel, 1973 zusätzlich mit Flughafen Berlin-Schönefeld. Von 1974 bis 1991 sind keine Zahlen verfügbar.
| Jahr                                          | Fluggast- aufkommen | Gepäck, Fracht und Post (in t) | Gepäck, Fracht und Post (in t) | Flug- bewegungen |
| --------------------------------------------- | ------------------- | ------------------------------ | ------------------------------ | ---------------- |
| 1923                                          | 150                 | 0                              | 0                              |                  |
| 1928                                          | 41.214              | 1,0                            | 1,0                            | 20.799           |
| 1933                                          | 81.335              | 2,0                            | 2,0                            | 40.202           |
| 1938                                          | 247.453             | 7,7                            | 7,7                            | 63.571           |
| 1943                                          | 80.000              | 3,0                            | 3,0                            | 20.000           |
| 1948                                          | 21.556              | 3,0                            | 0,2                            | 1.098            |
| 1953                                          | 833.718             | 51,4                           | 2,2                            | 42.791           |
| 1958                                          | 127.235             | 8,1                            | 2,9                            | 30.163           |
| 1963                                          | 2.395.640           | 11,6                           | 6,8                            | 52.106           |
| 1968                                          | 4.128.743           | 21,0                           | 8,7                            | 72.903           |
| 1973                                          | 4.779.411           | 19,7                           | 11,0                           | 76.753           |
| Von 1974 bis 1991 sind keine Zahlen verfügbar |                     |                                |                                |                  |
| 1993                                          | 1.124.822           | 1541,0                         | 114,0                          | 53.956           |
| 1998                                          | 932.149             | 271,0                          | 0                              | 42.018           |
| 2003                                          | 451.116             | 396,0                          | 0                              | 28.351           |
| 2007                                          | 350.172             | 538,0                          | 0                              | 24.042           |

## Zwischenfälle
- Am 29. Oktober 1940 kam es mit einer Douglas DC-3-220 der Lufthansa (Luftfahrzeugkennzeichen D-AAIH) auf dem Flughafen Berlin-Tempelhof bei schlechtem Wetter zu einem Startunfall. Beide Piloten kamen ums Leben.; die 12 Passagiere überlebten den Unfall.[124]
- Am 25. Juli 1948 streifte eine Douglas DC-3/C-47B-15-DK der United States Air Force (USAF) (43-49534) im Anflug auf den Flughafen Berlin-Tempelhof  das Dach eines Hauses, noch 4 Kilometer von der Landebahn entfernt, und fiel vor einem Wohnhaus auf die Straße. Die Maschine kam vom Flugplatz Wiesbaden-Erbenheim. Bei diesem CFIT (Controlled flight into terrain) wurden beide Piloten, die einzigen Insassen, getötet. Außerdem wurden drei Personen am Boden verletzt.[125]
- Am 13. August 1948 verunglückte eine Douglas DC-4/C-54G-1-DO der United States Air Force (USAF) (45-514) bei der Landung auf dem Flughafen Berlin-Tempelhof. Die Maschine überrollte das Ende der Landebahn 27R, kollidierte mit dem Tempelhofer Damm und fing Feuer. Das Flugzeug wurde irreparabel beschädigt. Alle drei Besatzungsmitglieder überlebten den Unfall.[126]
- Am 15. November 1948 überrollte eine Douglas DC-4/R5D-3 der United States Navy (US Navy) (Bu 56545) bei der Landung auf dem Flughafen Berlin-Tempelhof das Landebahnende und fing Feuer. Alle vier Besatzungsmitglieder überlebten den Unfall, je zwei mit leichten und schweren Verletzungen.[127]
- Am 14. Dezember 1948 kam es mit einer Fairchild C-82 Packet  der United States Air Force (45-57785) während der Berliner Luftbrücke auf dem Flughafen Tempelhof zu einem Landeunfall aufgrund mechanischen Versagens. Die Besatzung überlebte den Unfall, das Flugzeug wurde allerdings irreparabel beschädigt.[128]
- Am 25. Juni 1949 kam es mit einer Douglas DC-4/C-54E-1-DO der United States Air Force (USAF) (44-9050) zu einer Bruchlandung auf dem Flughafen Berlin-Tempelhof. Die Maschine überschlug sich bei der Landung und blieb auf dem Rücken liegen. Das Flugzeug war für die Berliner Luftbrücke im Einsatz und befand sich auf dem Flug vom Flughafen Frankfurt. Alle drei Besatzungsmitglieder überlebten den Unfall, eines davon verletzt.[129]
- Am 19. Januar 1953 ging auf einer Bristol 170 Mk.21 der Silver City Airways (G-AICM) der Treibstoff aus. Da eine Landung auf dem Zielflughafen Tempelhof wegen Nebels nicht möglich war, kam es zur Bruchlandung in der Nähe. Beide Piloten überlebten den Totalschaden, der aufgrund mangelnder Treibstoffreserven zustande kam.[130][131]
- Am 24. Mai 2001 stürzte ein auf Tempelhof anfliegendes einmotoriges Reiseflugzeug vom Typ Beechcraft B36TC Bonanza nach einem Triebwerksausfall ab. Beim Versuch einer Außenlandung prallte das Flugzeug auf die Giebelwand eines Wohngebäudes im Berliner Ortsteil Neukölln, nachdem es zuvor noch einen Baum gestreift hatte. Die beiden Flugzeuginsassen kamen bei dem Absturz mit nachfolgendem Aufschlagbrand ums Leben. Die Unfallursache lag laut der Bundesstelle für Flugunfalluntersuchung neben dem Triebwerksausfall, der das Erreichen der Landebahn verhinderte, in dem für Notlandungen ungeeigneten Gelände.[132] Dies war entgegen aller Kritik bezüglich der Innenstadtlage des Flughafens seit der Berliner Luftbrücke der einzige Flugunfall mit Todesfolge, der sich am Flughafen Tempelhof ereignete.